# Германо-польская война (1939)
Германо-польская война, или  Вторжение в Польшу, или Сентябрьская кампания, или Операция «Вайс» — вооружённый конфликт между нацистской Германией и Словакией с одной стороны, и Польшей, с другой, в результате которого было нанесено поражение польским вооружённым силам, территория страны была оккупирована и часть её превращена в Генерал-губернаторство.
3 сентября в ответ на нападение Германии на Польшу Великобритания и Франция, в соответствии с франко-польским и британо-польским договорами о взаимопомощи, объявили войну Германии, что ознаменовало начало Второй мировой войны. Датой начала войны принято считать 1 сентября 1939 года — день вторжения в Польшу. Французская и британская армии активных боевых действий вести не стали (так называемая «Странная война»).
17 сентября в конфликт вмешался Советский Союз. Утром польскому послу в Москве была вручена нота протеста, в которой говорилось, что польское правительство перестало контролировать ситуацию, а половина земель потеряна (польский посол отказался принять ноту), и на территорию Польши вошли советские войска с целью присоединения к СССР Западной Белоруссии и Западной Украины. В тот же день (в ночь с 17 на 18) польское правительство эвакуировалось на территорию Румынии.
6 октября 1939 года капитулировали последние части польских войск.
Территория Польши была разделена между Германией и Советским Союзом. Некоторые территории были переданы Литве (до присоединения Литвы к СССР) и Словакии.

## Предыстория конфликта
Польское государство было восстановлено после Первой мировой войны на территориях, входивших ранее более века в состав России, Германии и Австро-Венгрии. Граница с Германией была определена Версальским договором, по которому Польша получала Западную Пруссию, часть Силезии и район Познани, а преимущественно немецкий Данциг был объявлен вольным городом. В июне 1919 г. по Версальскому мирному договору Польше отошли 15,8 тыс. кв. км германской территории. Для Германии Польша была постоянным физическим напоминанием о поражении 1918 г. и понесённых территориальных потерях. Целью вторжения Третьего рейха в Польшу в 1940 г. было  обратить вспять эти события и стереть Польшу с карты, как это случилось в результате её третьего раздела в 1795 г ..
На востоке, по решению конференции, польская граница должна была пройти по так называемой линии Керзона, проведённой примерно по линии этнического разделения районов с польским большинством и районов с белорусским или украинским большинством. Однако в результате советско-польской войны граница была передвинута на восток от предполагавшихся этнических границ.
Для Германии основная внешнеполитическая цель в этот период заключалась в ревизии Версальского договора. Используя противоречия между остальными великими державами, Германия смогла к концу 1932 года устранить наиболее тяжёлые последствия поражения в Первой мировой войне. Нацистское руководство Гитлера успешно продолжило эту политическую линию. Нормализация отношений с Польшей позволяла Гитлеру действовать на Западе (Саар, Рурская область) и осуществлять довооружение без опасения за свои восточные границы. Польские лидеры решили воспользоваться этой возможностью, и 26 января 1934 года между Германией и Польшей была подписана Декларация о неприменении силы. В Декларации отсутствовали положения о прекращении её действия в случае вступления одной из сторон в вооружённый конфликт с третьей страной (для сравнения, в советско-польском договоре 1932 года статья 2 позволяла без предупреждения денонсировать договор в случае агрессии против третьей стороны).
Одним из последствий подписанной Декларации стал опубликованный 5 ноября 1937 года германо-польский договор о национальных меньшинствах. Формально в его основу был положен принцип «взаимного уважения прав национальных меньшинств».. Вплоть до 1938 года немецкое правительство демонстрировало подчёркнуто тёплые отношения с Варшавой, а антипольская риторика в германской прессе была приглушена, несмотря на притязания Польской Колониальной Лиги на бывшие германские колонии Того и Камерун. Германия, заинтересованная в возвращении Мемеля, поддержала польское правительство в её требовании от 11 марта 1938 года к Литве установить дипломатические отношения и признать спорный Виленский край частью Польши.
Однако ситуация в германо-польских отношениях резко изменилась в конце 1938 года, после аннексии Германией Судетской области и Польшей — Тешинского края.

### Германские территориальные претензии к Польше
Одной из главных проблем в германо-польских отношениях являлось существование на территории Восточного Поморья так называемого «Польского коридора» — польского выхода к Балтийскому морю, отделившего основную часть Германии от Восточной Пруссии. Помимо сугубо политических вопросов, Поморье вобрало в себя целый комплекс нерешённых экономических проблем, в частности касающихся транзита немецких грузов из Германии в Восточную Пруссию и его оплаты. В феврале 1936 года Польша наложила ограничение на транзит до решения данного вопроса. Другой острой проблемой был статус Вольного города Данцига (Гданьска).
С завершением реализации Мюнхенского соглашения Германия 24 октября 1938 года предложила Польше урегулировать проблемы Данцига и «Польского коридора» на основе сотрудничества в рамках Антикоминтерновского пакта. Тем самым Германия решила бы для себя задачу тылового прикрытия с Востока (в том числе и от СССР) в предвидении окончательной оккупации Чехословакии, ревизовала бы германо-польскую границу, установленную в 1919 году, и значительно упрочила бы свои позиции в Восточной Европе. Польский министр иностранных дел Бек заявил на предложение Германии, что «любая попытка включить Данциг в Рейх приведёт к немедленному конфликту». Тем не менее, Бек согласился проявить гибкость при обсуждении технических изменений в статусе города. В этот период Польша как раз начала зондаж СССР на предмет нормализации советско-польских отношений, обострившихся в период чехословацкого кризиса. 4 ноября СССР предложил подписать коммюнике о нормализации отношений, которое и было подписано 27 ноября. При этом Польша уведомила Германию, что эта декларация распространяется лишь на двусторонние советско-польские отношения.
Фотографии
Несмотря на решительный отказ Польши, немецкое давление продолжалось, достигнув своей кульминации во время визита Бека в Берлин и ответной поездки Риббентропа в Варшаву в январе 1939 года. В Берлине Риббентроп и Гитлер в ходе переговоров с Беком пытались увлечь его возможностью военного союза Польши и Германии против СССР и намекали на возможность территориальных приращений на востоке. В обмен требовалось согласие Бека на решение данцигского вопроса. Бек заметил, что его правительство заинтересовано в получении части территорий советской Украины и получении выхода к Чёрному морю, но фактически отказался обсуждать предложение Риббентропа. Неуступчивость Польши привела к тому, что германское руководство стало склоняться к мысли о необходимости военного решения польской проблемы в определённых условиях.
По возвращении из Германии Юзефа Бека в варшавском Королевском замке состоялось совещание с участием президента Польской Республики Игнацы Мосьцицкого и главнокомандующего Войска Польского Эдварда Рыдз-Смиглы. На этом совещании германские предложения были признаны абсолютно неприемлемыми. Сразу же после совещания Генеральный штаб Войска Польского приступил к разработке оперативного плана «Запад» на случай германской агрессии.
21 марта, через неделю после раздела Чехословакии, Гитлер в своём письменном меморандуме вновь вернулся к требованиям по Данцигу. Ответное предложение Польши предоставить совместные польско-германские гарантии статуса Вольного города (взамен протектората со стороны Лиги Наций) немецкой стороной было отвергнуто. 22 марта маршал Рыдз-Смиглы утвердил оперативный план войны против Германии «Захуд». На следующий день, 23 марта, начальник Главного штаба Войска Польского бригадный генерал Вацлав Стахевич провёл скрытную мобилизацию четырёх дивизий, направив их в Восточное Поморье, на границу Польши, Германии и Вольного города Данцига.
26 марта правительство Польши официально отклонило меморандум Гитлера. Посол Польши в Германии Липский привёз в Берлин письменный меморандум об официальном согласии Польши со строительством автострады, но без права экстерриториальности. Риббентроп пригрозил Польше «судьбой небезызвестной страны» (Чехословакии) и вновь подтвердил германские требования в отношении Данцига и строительства экстерриториальной автострады.

### Весна-лето 1939 года

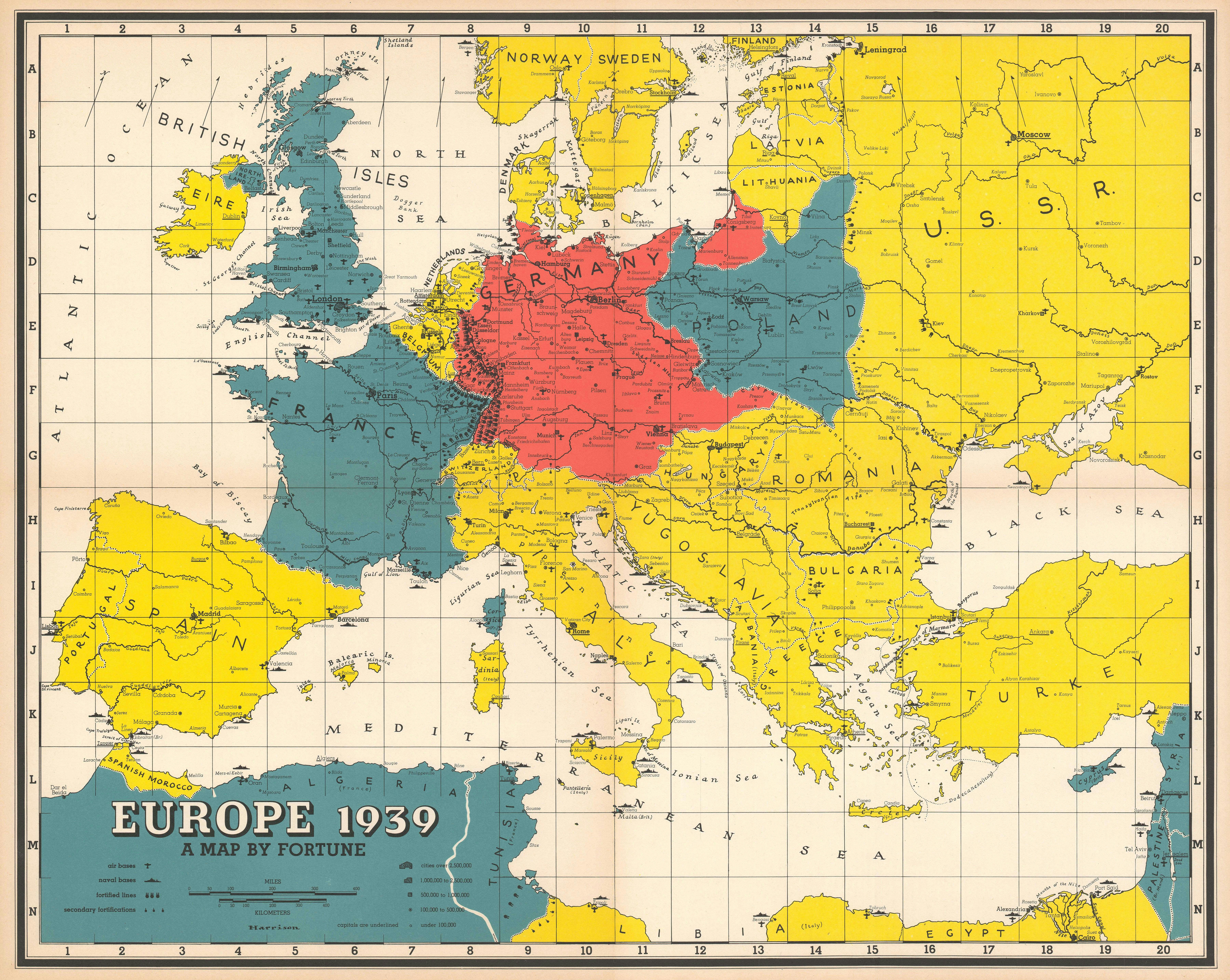
Карта Европы в 1939 году

31 марта Великобритания в одностороннем порядке предложила Польше военную помощь в случае нападения и выступила гарантом её независимости. 3 апреля начальник штаба Верховного Главнокомандования вермахта (ОКВ) генерал-полковник В. Кейтель известил главнокомандующих сухопутными войсками, ВВС и ВМФ о том, что подготовлен проект «Директивы о единой подготовке вооружённых сил к войне на 1939—1940 гг.» Одновременно главнокомандующие видов вооружённых сил получили предварительный вариант плана войны с Польшей (план «Вайс»). Полностью подготовку к войне следовало завершить к 1 сентября 1939 года. 11 апреля Гитлер утвердил «Директиву».
6 апреля Юзеф Бек подписал в Лондоне соглашение о взаимных гарантиях между Великобританией и Польшей, ставшее базой для дальнейших двусторонних переговоров о заключении официального союза (будет заключён 25 августа в ответ на подписание Пакта Молотова — Риббентропа). Британско-польское соглашение в конце апреля послужило Гитлеру поводом для разрыва германо-польской декларации о неприменении силы от 1934 года и англо-германского морского соглашения 1935 года.
5 мая Юзеф Бек, выступая в Сейме, впервые публично раскрыл германские требования, предъявленные Польше, и выразил готовность обсудить с немецкой стороной вопросы, касающиеся статуса Вольного города и транзита между Германией и Восточной Пруссией, при условии, что Германия будет уважать право Польши иметь доступ к балтийскому побережью, гарантированное существующими международными соглашениями.
19 мая в Париже был подписан совместный польско-французский протокол, предусматривающий как военную помощь, так и участие в боевых действиях в случае германского нападения на Польшу.
Действия Германии весной 1939 года в отношении Чехословакии, Литвы, Польши и Румынии заставили Великобританию и Францию заняться поиском союзников для сдерживания германской экспансии. Одновременно Германия предприняла зондаж позиции СССР на предмет улучшения отношений, но советская сторона какое-то время предпочитала сохранять выжидательную позицию.
В апреле 1939 года в Москве начались переговоры между представителями СССР, Великобритании и Франции о заключении тройственного договора о взаимопомощи, призванного остановить экспансию Германии, однако продвигались они очень медленно. Советская сторона предлагала заключить англо-франко-советский союз, военную конвенцию и предоставить совместные гарантии малым странам Центральной и Восточной Европы. В советской и российской историографии принято считать, что цели Великобритании и Франции в начавшихся переговорах в Москве заключались в следующем: отвести от своих стран угрозу войны; предотвратить возможное советско-германское сближение; демонстрируя сближение с СССР, достичь соглашения с Германией; втянуть Советский Союз в будущую войну и направить германскую агрессию на Восток. Великобритании и Франции при этом также приходилось принимать во внимание настороженную позицию малых стран Европы в отношении СССР. На завершающем этапе главным камнем преткновения стал вопрос о проходе советских войск через территорию Польши в случае конфликта с Германией, на что польская сторона категорически отказалась давать своё согласие.
Великобритания в тот же период поддерживала тайные контакты с Германией, а Германия, в свою очередь, стремилась обеспечить нормализацию отношений с СССР.
Тем временем 23 мая, выступая перед военными, Гитлер обозначил основную цель германской внешней политики — возвращение в число «могущественных государств», для чего требовалось расширить «жизненное пространство», что было невозможно «без вторжения в чужие государства или нападения на чужую собственность». Германия должна была создать продовольственную базу на востоке Европы на случай дальнейшей борьбы с Западом. С этой проблемой был тесно связан вопрос о позиции Польши, которая сближалась с Западом, не могла служить серьёзным барьером против большевизма и являлась традиционным врагом Германии — поэтому следовало «при первом же подходящем случае напасть на Польшу», обеспечив нейтралитет Англии и Франции.

### Диверсионная деятельность германских спецслужб на территории Польши
Обострение отношений между Германией и Польшей сопровождалось активизацией диверсионной деятельности в пограничных районах Польши. Уже 20 мая произошло вооружённое нападение на польский таможенный пункт Кальтхоф (Kalthof).
К середине 1939 года отделением абвера в Бреслау были завербованы и обучены методам саботажа и партизанской войны многочисленные польские фольксдойче, задачей которых стало проведение различных акций с целью провоцирования польских властей на репрессии против немецкого населения. В течение всего лета устраивались диверсии и нападения на польские объекты (блокпосты, лесничества, фабрики, железнодорожные станции и пр.).
Устраивались многочисленные провокации с целью обострения межнациональных отношений: диверсанты устанавливали бомбы с часовым механизмом в немецких школах, осуществляли поджоги домов, в которых проживали немцы, — в германской прессе эти инциденты представлялись как доказательство польского «террора». В конце августа была заложена взрывчатка в багажном зале вокзала в Тарнуве. При взрыве погибли 18 человек.
В ходе германского вторжения обученные агенты выступали в качестве «пятой колонны», что вызвало ответные действия польских властей. Это использовалось пропагандой нацистской Германии. Одним из самых резонансных инцидентов стало так называемое Быдгощское (Бромбергское) «Кровавое воскресенье». Вот какие указания отдавало Министерство пропаганды в своей инструкции для СМИ:

… мы обязаны в новостях продемонстрировать варварство поляков в Бромберге. Понятие «Бромбергское „Кровавое воскресенье“» должно навсегда закрепиться в словарях и облететь весь мир. Для того, чтобы это произошло, нам следует постоянно его выделять…
Диверсантам также ставились задачи по захвату промышленных объектов, дорог и мостов. В частности, в ночь на 26 августа абверкоманда лейтенанта А. Херцнера должна была захватить Яблунковский перевал и обеспечить наступление 7-й пехотной дивизии от Жилины на Краков. Сложный горный рельеф не позволил радисту отряда получить сообщение об отмене приказа о начале войны, переданного после 20.30 25 августа. Поэтому рано утром 26 августа отряд выполнил поставленное задание — захватил перевал, но вечером того же дня, не дождавшись прибытия частей вермахта, был вынужден уйти в горы. В эти же дни другая группа немецких диверсантов попыталась захватить в Тчеве мост через Вислу, но, вступив в бой с пограничной охраной и понеся потери, была вынуждена отойти (1 сентября, с началом войны, во время очередной попытки захвата моста он был взорван польскими сапёрами).
Став на путь конфронтации с Польшей, гитлеровцы также решили воспользоваться «Украинской картой». Для этого они пошли на улучшение отношений с украинской эмиграцией, которой обещали поддерживать политические стремления украинских группировок, оказывать им материальную и моральную помощь. Длительные контакты Организации украинских националистов с абвером дали результат: 15 августа 1939 из оуновцев был образован диверсионный отряд под кодовым названием Бергбауернхильфе (Помощь горным крестьянам) под командованием полковника Романа Сушко. Отряд предназначался для разжигания анти-польского восстания в Западной Украине перед немецким вторжением в Польшу. Однако через неделю ситуация в корне изменилась: после заключения пакта Молотова-Риббентропа немцы больше не беспокоились о Западной Украине. Согласно договорённостям эта территория становилась частью СССР, а Нацистская Германия не хотела портить отношения с новым союзником.

### Германо-советские контакты
Активизировав контакты с Москвой, в начале августа Берлин предложил улучшить отношения с Москвой на базе разграничения интересов сторон в Восточной Европе. Германия дала понять, что её интересы распространяются на Литву, Западную Польшу и Румынию без Бессарабии, но, в случае договорённости с Германией, СССР будет должен отказаться от договора с Великобританией и Францией.

Слева: раздел сфер интересов в Восточной Европе по Секретному доп. протоколу. Справа: фактические изменения территорий к 1941 году.
Оранжевым цветом изображены территории, отходящие и отошедшие к СССР, голубым — территории, отошедшие к Германскому рейху, фиолетовым — территории, оккупированные Германией (Варшавское генерал-губернаторство, Норвегия и протекторат Богемия и Моравия)

Англо-германские контакты и зондажи продолжались в августе параллельно с контактами между Германией и СССР. М. Мельтюхов отмечает, что в этот период для германского руководства в решающую фазу вступил вопрос о выяснении позиции Великобритании и СССР в случае войны с Польшей. 14 августа в ходе совещания с военными Гитлер заявил о своём решении начать войну с Польшей, поскольку «Англия и Франция не вступят в войну, если ничто не вынудит их к этому». У германского руководства усиливалась уверенность в том, что Великобритания пока не готова к войне, и в этих условиях следует не связывать себе руки соглашением с Великобританией, а воевать с ней. Великобритания и Франция, в свою очередь, всё ещё не были уверены в том, что Германия будет воевать с Польшей. 18—20 августа Польша, категорически отвергавшая сотрудничество с СССР, была готова к переговорам с Германией для обсуждения германских условий территориального урегулирования, но Берлин, взявший курс на войну, уже не интересовало мирное решение вопроса. Германо-польские переговоры так и не состоялись.
19 августа Германия сообщила о своём согласии «учесть всё, чего пожелает СССР». 21 августа была достигнута договорённость о визите в Москву Иоахима фон Риббентропа. В ходе его переговоров со Сталиным и Молотовым в ночь на 24 августа были подписаны советско-германский пакт о ненападении и секретный дополнительный протокол, определивший «сферы интересов» сторон «в случае территориально-политического переустройства» областей, входящих в состав прибалтийских государств и Польского Государства. К сфере интересов СССР были отнесены Финляндия, Эстония, Латвия, территория Польши к востоку от рек Нарев, Висла и Сан, а также румынская Бессарабия, к сфере интересов Германии — западная Польша и Литва.
24 августа секретарь германского посольства в Москве Ханс фон Херварт передал американскому дипломату Чарльзу Болену и его французским коллегам текст секретных протоколов Пакта Молотова-Риббентропа. Госсекретарь США Корделл Халл проинформировал об этом британский МИД. В Варшаву, впрочем, данная информация не поступила. Польское руководство до последней минуты было уверено в том, что СССР будет придерживаться нейтралитета в польско-германском конфликте.

### Перед нападением
Приняв решение о подписании договора с СССР, Гитлер таким образом пытался избежать опасности ведения войны на два фронта и обеспечить свободу действий Германии в Польше и на Западе. 19 августа, сразу же после получения согласия Сталина, Гитлер назначил на 22 августа совещание в Берхтесгадене для высших чинов вермахта. Охарактеризовав общую политическую ситуацию, он сделал вывод, что обстановка благоприятствует Германии, вмешательство Великобритании и Франции в германо-польский конфликт маловероятно, они не смогут помочь Польше, а с СССР будет заключён договор, что также снизит угрозу экономической блокады Германии. В этих условиях стоит рискнуть и разгромить Польшу, одновременно сдерживая Запад. При этом следовало быстро разгромить польские войска, поскольку «уничтожение Польши остаётся на первом плане, даже если начнётся война на Западе». Гитлер рассматривал «договор (с СССР) как разумную сделку. По отношению к Сталину, конечно, надо всегда быть начеку, но в данный момент он (Гитлер) видит в пакте со Сталиным шанс на выключение Англии из конфликта с Польшей». В первой половине дня 23 августа, когда Риббентроп ещё находился на пути в Москву, Гитлер отдал приказ о нападении на Польшу в 4.30 утра 26 августа.
23 августа Франция заявила, что поддержит Польшу, но Верховный совет национальной обороны принял решение, что военные меры против Германии будут предприняты лишь в случае её нападения на Францию. В тот же день Гитлер получил послание от Чемберлена, в котором тот заявлял, что в случае войны Великобритания поддержит Польшу, но при этом демонстрировал готовность к соглашению с Германией. Получив рано утром 24 августа донесение от Риббентропа о подписании пакта, Гитлер в тот же день уведомил Польшу, что препятствием к урегулированию конфликта являются английские гарантии. Опасаясь, что Варшава пойдёт на уступки Берлину, Великобритания 25 августа подписала с Польшей договор о взаимопомощи. Вечером 25 августа об этом стало известно в Берлине. Кроме того, Италия, которая и ранее высказывала опасения в связи с угрозой новой мировой войны, известила об отказе участвовать в ней. Всё это привело к тому, что примерно в 8 часов вечера был отдан приказ об отмене нападения на Польшу.
Однако этот приказ не получила германская диверсионная группа, которая утром 26 августа напала на Яблунковский перевал и станцию Мосты на польской территории. Это нападение польские войска отбили (Яблунковский инцидент).
Великобритания, Франция и Польша всё ещё не были уверены, что Германия решится начать войну, учитывая наличие англо-польского договора. 28 августа Великобритания рекомендовала Берлину начать прямые переговоры с Варшавой и обещала повлиять на поляков в пользу переговоров с Германией. Во второй половине дня 28 августа Гитлер установил ориентировочный срок начала войны на 1 сентября. 29 августа Германия дала согласие на прямые переговоры с Польшей на условиях передачи Данцига, плебисцита в «польском коридоре» и гарантии новых границ Польши Германией, Италией, Англией, Францией и СССР. Прибытие польских представителей на переговоры ожидалось 30 августа. В тот же день Берлин уведомил Москву о британских предложениях по урегулированию германо-польского конфликта и о том, что Германия в качестве условия поставила сохранение договора с СССР, союза с Италией и не будет участвовать в будущей международной конференции без участия СССР.
Попытки стать посредником в мирном урегулировании германско-польских разногласий предпринимал Папа Пий XII.  За считаные часы
до развязывания войны, 31 августа, он попросил вызвать в Ватикан послов всех пяти стран, находящихся в центре кризиса, — Великобритании, Франции, Польши, Германии и Италии. Каждому была передана копия призыва Папы избежать войны.
30 августа Великобритания вновь подтвердила своё согласие воздействовать на Польшу при условии, что войны не будет и Германия прекратит антипольскую кампанию в печати. В этот день вермахт всё ещё не получил приказа о нападении на Польшу, поскольку существовала возможность того, что Великобритания пойдёт на уступки. 30 августа Великобритания получила точные сведения о предложениях Германии по урегулированию польской проблемы, но не известила Варшаву об этих предложениях, а, надеясь ещё отсрочить войну, в ночь на 31 августа уведомила Берлин об одобрении прямых германо-польских переговоров, которые должны были начаться через некоторое время. Рано утром 31 августа Гитлер подписал директиву № 1, которой устанавливалось, что нападение на Польшу должно начаться в 4.45 утра 1 сентября 1939 года. Лишь днём 31 августа германские предложения об урегулировании кризиса были переданы Великобританией Польше, которая оказалась не готова к прямым переговорам с Германией. Польский посол Юзеф Липский попросил аудиенцию у Риббентропа, которая состоялась вечером 31 августа и закончилась безрезультатно. Поздним вечером того же дня радиостанция «Deutschlandsender» передала текст германского ультиматума, состоящего из 16 пунктов (формально никогда до этого Польше не выдвигавшегося) и объявила о том, что польская сторона их не приняла.
1 сентября Германия напала на Польшу.

## Планы сторон

### Германия

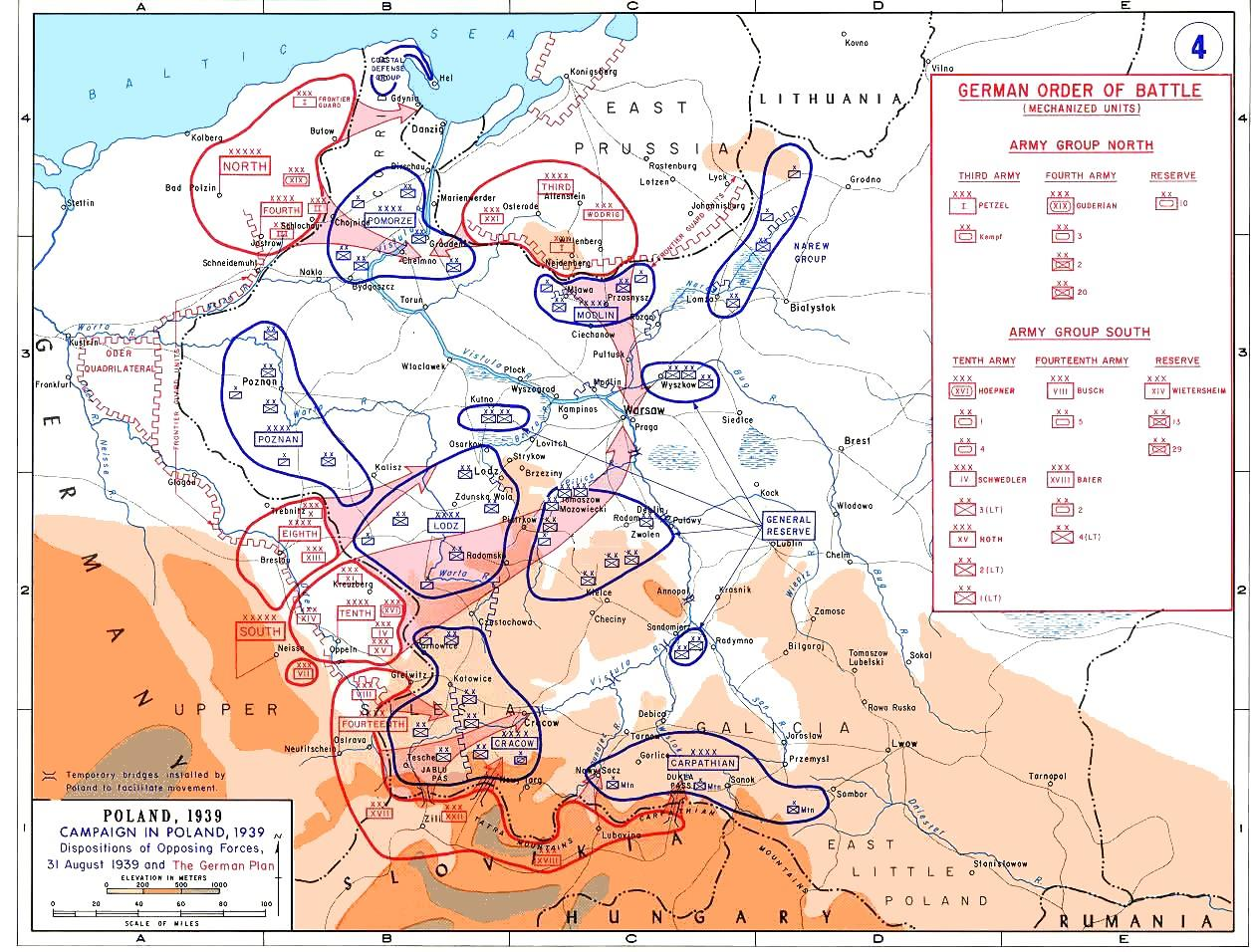
Германский план на 31 августа 1939 г.

Немецкое командование исходило из того, что война в соответствии с концепцией блицкрига должна быть молниеносной: за две недели польская армия должна быть полностью уничтожена, а страна — оккупирована. Почти вся немецкая бронированная техника была сосредоточена в пяти корпусах, которые должны были найти слабые места в обороне противника, преодолеть её с ходу и выйти на оперативный простор, взламывая фланги польских армий. В дальнейшем предполагалось решительное сражение на окружение и уничтожение, причём пехотные корпуса должны были действовать против фронта противника, а подвижные части — атаковать его с тыла. Планом предусматривалось широкое использование авиации и, прежде всего, пикирующих бомбардировщиков, на которые возлагалась задача поддержки с воздуха наступления механизированных соединений.
Стратегический замысел и задачи войск в операции «Вайс» были изложены в директиве по стратегическому сосредоточению и развёртыванию сухопутных войск от 15 июня 1939 года. Цель операции состояла в том, чтобы концентрическими ударами из Силезии, Померании и Восточной Пруссии разгромить главные силы польской армии западнее линии рек Висла и Нарев. Общая задача вермахта сводилась к тому, чтобы осуществить охват польской армии с юго-запада и северо-запада с её последующим окружением и разгромом. С самого начала войны операции германских войск должны были развиваться стремительно, чтобы сорвать мобилизацию и развёртывание польских вооружённых сил.
Группа армий «Юг» в составе 8-й, 10-й и 14-й армий (командующий — генерал-полковник Г. фон Рундштедт) наносила главный удар из Силезии и Словакии. Ударная группировка (10-я армия) должна была наступать в общем направлении на Варшаву, выйти к реке Висла и затем во взаимодействии с группой армий «Север» уничтожить польские войска, находящиеся в Западной Польше. На 8-ю и 14-ю армии возлагалось фланговое прикрытие ударной группировки.
Ближайшей задачей группы армий «Север» (командующий — генерал-полковник Ф. фон Бок) было наступление с территории Померании (4-я армия) и Восточной Пруссии (3-я армия), занятие «Польского коридора», обеспечение сухопутных коммуникаций между Германией и Восточной Пруссией и нанесение смыкающихся ударов восточнее Вислы в общем направлении на Варшаву, а в дальнейшем — совместное с группой армий «Юг» уничтожение остатков польских войск севернее Вислы.
Между группами армий «Север» и «Юг» находился большой участок границы, занятый малым числом войск. В их задачу входило своими действиями ввести в заблуждение противника относительно направлений главных ударов, а также сковать польскую армию «Познань».
Для осуществления плана «Вайс» намечалось выделить 40 пехотных, 4 лёгкопехотные, 3 горнопехотные, 6 танковых и 4 моторизованные дивизии и 1 кавалерийскую бригаду.
Германское командование исходило из того, что Великобритания и Франция не вмешаются в германо-польскую войну. Но, поскольку полной уверенности в этом не было, для прикрытия западной границы Германии планировалось развернуть группу армий «Ц» (командующий генерал В. Лееб) в составе 1-й, 5-й и 7-й армий, которая насчитывала бы 31 дивизию и, опираясь на недостроенную линию Зигфрида, должна была оборонять границу с Нидерландами, Бельгией и Францией. Таким образом, из развёртываемых по мобилизации 103 дивизий вермахта 57 планировалось развернуть против Польши, 31 — на западе Германии, а 15 — в центральных районах страны.

### Польша
С самых первых дней независимости второй Польской Республики и вплоть до конца 1938 года польское командование готовилось к войне на востоке. К началу 1939 года в польском Главном штабе не существовало даже военного плана на случай нападения Германии. Только тогда, когда эта угроза стала реальной, польское командование приступило к отработке конкретного плана войны с Германией — «Захуд». Начавшееся в марте 1939 года оформление англо-франко-польской коалиции стало основой польского военного планирования, которое исходило из того, что Англия и Франция поддержат Польшу в войне с Германией. В случае быстрого вступления в войну западных союзников и активного характера их боевых действий Германии пришлось бы вести войну на два фронта. Поэтому перед польскими вооружёнными силами ставилась задача упорной обороной обеспечить мобилизационное развёртывание и сосредоточение своих войск, а потом перейти в контрнаступление, поскольку считалось, что к этому сроку Англия и Франция заставят Германию оттянуть свои войска на запад. При этом польское командование было уверено, что в случае нападения на Польшу Германии СССР сохранит нейтралитет. Восточную границу по данному плану должен был прикрывать лишь Корпус охраны границы.
Польское командование исповедовало принцип жёсткой обороны. Предполагалось защищать всю территорию, включая «Данцигский коридор» (Польский коридор), а против Восточной Пруссии, при благоприятных обстоятельствах, — наступать. Польша находилась под сильным влиянием французской военной школы, которая исходила из принципиальной недопустимости разрывов в линии фронта. Поляки, прикрыв свои фланги морем и Карпатами, полагали, что смогут удержаться на такой позиции довольно долго: по крайней мере, две недели немцам потребуется, чтобы сосредоточить артиллерию и осуществить локальный тактический прорыв; столько же времени будет необходимо союзникам для того, чтобы бо́льшими силами перейти в наступление на Западном фронте, так что общий оперативный баланс Рыдз-Смиглы считал для себя положительным.
Генерал-майор германской армии Фридрих фон Меллентин в своих мемуарах, говоря о стратегии польского командования, указывал, что «польское верховное командование добилось лишь того, что все наличные силы были разбросаны на большом пространстве и по существу изолированы друг от друга». Такое расположение польской армии, по мнению Меллентина, «как нельзя лучше способствовало выполнению германского плана».
В Польше 30 августа была объявлена и началась 31 августа открытая мобилизация. По мобилизационному плану Польша должна была отмобилизовать армию численностью 1,5 млн человек, но до конца войны было отмобилизовано и получило оружие 1,2 млн.

## Силы сторон
Фотографии

### Германия
У вермахта имелось решительное преимущество перед польской армией в механизированных частях и военно-воздушных силах.
Уже в мае 1939 года были приведены в боевую готовность шесть армейских управлений, 11 управлений армейских корпусов и 24 дивизии. Под видом подготовки к осенним манёврам в начале августа была проведена частичная мобилизация некоторых резервных дивизий, а также частей армейского и корпусного подчинения. К 25 августа завершили мобилизацию соединения, составлявшие более трети состава сухопутных войск военного времени. Сигнал на проведение общей мобилизации был дан 25 августа, то есть за один день до намеченного начала войны. В связи с переносом срока начала вторжения германскому командованию удалось к 1 сентября завершить мобилизацию и развернуть на Востоке 37 пехотных, 4 легкопехотные, 1 горнопехотную, 6 танковых и 4 моторизованные дивизии, 1 кавбригаду и 2 полка СС. Сосредоточение и мобилизация вермахта велись с соблюдением мер маскировки и дезинформации.

### Польша
Польским командованием для осуществления плана «Запад» (пол. Zachód) планировалось развернуть 39 пехотных дивизий, а также 3 горнопехотные, 11 кавалерийских, 10 пограничных и 2 бронемоторизованные бригады. Эти войска планировалось свести в семь армий, три оперативные группы и корпус вторжения. Против Восточной Пруссии разворачивались опергруппы «Нарев» (2 пехотные дивизии, 2 кавбригады), «Вышкув» (2 пехотные дивизии) и армия «Модлин» (2 пехотные дивизии, 2 кавбригады). В «Польском коридоре» сосредоточивалась армия «Поможе» (5 пехотных дивизий, 1 кавбригада), часть сил которой предназначалась для захвата Данцига. На Берлинском направлении разворачивалась армия «Познань» (4 пехотные дивизии и 2 кавбригады). Границу с Силезией и Словакией прикрывали армия «Лодзь» (5 пехотных дивизий, 2 кавбригады), армия «Краков» (7 пехотных дивизий, 1 кавбригада и 1 танковый батальон) и армия «Карпаты» (1 пехотная дивизия и пограничные части). В тылу южнее Варшавы разворачивалась армия «Прусы» (7 пехотных дивизий, 1 кавбригада и 1 бронемоторизованная бригада). В районах Кутно и Тарнов сосредотачивались в резерве по 2 пехотные дивизии. Таким образом, польская армия должна была развернуться равномерно на широком фронте, что делало проблематичным отражение массированных ударов вермахта.
Скрытое мобилизационное развёртывание польских войск, начавшееся 23 марта 1939 года, затронуло 4 пехотные дивизии и 1 кавалерийскую бригаду. Кроме того, были усилены соединения в ряде округов и созданы управления четырёх армий и оперативной группы. 13—18 августа была объявлена мобилизация ещё 9 соединений, а с 23 августа началась скрытая мобилизация основных сил. 26 августа с получением войсками приказа о выдвижении отмобилизованных соединений в намеченные районы сосредоточения начались перегруппировки войск, предусмотренные планом стратегического развёртывания. 30 августа был отдан приказ армиям и оперативным группам первого эшелона о занятии исходного положения. Мероприятия по отмобилизованию армии проводились в тайне даже от англо-французских союзников, которые опасались, что эти действия могут подтолкнуть Германию к войне. Когда 29 августа в Польше собрались начать открытую мобилизацию, Англия и Франция настояли на том, чтобы она была отложена до 31 августа. Тем не менее благодаря скрытой мобилизации к утру 1 сентября мобилизационный план был выполнен на 60 %, оперативное развёртывание войск — менее чем наполовину. К утру 1 сентября Польша развернула 24 пехотные дивизии, 3 горнопехотные, 8 кавалерийских и 1 бронемоторизованную бригады.
На волне патриотического подъёма Польша вела всеобщую мобилизацию, по итогам которой численность армии должна была составить 1 млн 500 тысяч человек. И тут польские военные осознали, что такому войску для вооружения не хватает минимум 250 тысяч винтовок, не считая другого стрелкового вооружения, английский генеральный штаб пообещал выделить 10 000 устаревших пулемётов «Гочкисс», 15-20 млн патронов к ним и советовал полякам закупать оружие в нейтральных странах.

## Операция «Гиммлер»
Фотографии
(граница Польши и Вольного города Данцига), 1 сентября 1939
Руководство нацистской Германии в течение лета 1939 года предпринимало усилия, направленные на то, чтобы будущая война с Польшей не вышла за рамки локального конфликта. Для этого следовало убедить руководство и общественное мнение Великобритании и Франции, связанных с Польшей союзническими обязательствами, что действия Германии являются не агрессией, а самообороной, на которую Германию спровоцировала польская сторона.
Для начала реализации плана «Вайс» Германии оставалось предъявить мировой общественности формальный повод к войне. С этой целью нацистской военной разведкой и контрразведкой, возглавлявшейся адмиралом Канарисом совместно со службой безопасности (СД), был подготовлен ряд провокаций на границе между Польшей, Германией и Словакией (т. н. операция «Гиммлер»). Провокации носили один и тот же характер — нападения агентов спецподразделений СС на немецкие объекты и возложение вины за эти нападения на польскую сторону.
Руководство операцией «Гиммлер» было поручено шефу РСХА обергруппенфюреру СС Рейнхарду Гейдриху. Практическим осуществлением провокации занимались начальник отдела диверсий и саботажа военной разведки генерал Эрвин фон Лахузен и офицер службы безопасности (СД) штурмбаннфюрер СС Альфред Науйокс.
Наибольший резонанс получили:
- Нападение на радиостанцию в Глайвице — главная часть операции;
- Нападение на лесничество в Бычине (Питшине);
- Нападение на таможенный пункт в Рыбнике-Стодолах (Хохлиндене)[источник не указан 2500 дней].

### Нападение на радиостанцию в Глайвице
Нападение на вспомогательную радиостанцию в пограничном немецком городке Глайвиц (в 10 км от польско-германской границы) вечером 31 августа совершила группа под командованием штурмбаннфюрера СС Альфреда Науйокса. В её задачу входило передать в эфир сообщение о переходе польской армией германской границы и призвать поляков в Германии к восстанию против немцев. После налёта в здании радиостанции должны были остаться улики, которые можно было бы предъявить немецкой и иностранной прессе. «Захватив» радиостанцию, нападающие в прямом эфире обратились на польском языке к слушателям, заявив: «Глайвицкая радиостанция находится в польских руках!». Затем, обстреляв из автоматов стены и окна и оставив у входа в здание тело ранее задержанного СД местного жителя Франтишека Хоньока, бывшего силезского повстанца, группа покинула здание. К этому времени к Глайвицу из концлагеря было доставлено несколько заключённых, осуждённых к смертной казни за убийства. Их заставили переодеться в польскую военную форму, с помощью инъекций привели в бессознательное состояние, застрелили (инсценируя бой с вторгшимися в Германию польскими подразделениями) и бросили в лесу, где их впоследствии обнаружила местная полиция. Немецкие заключённые, погибшие от рук эсэсовцев, стали первыми жертвами вторжения немецких войск в Польшу.

Утром 1 сентября Германское информационное бюро распространило под общим заголовком «Поляки совершили нападение на радиостанцию в Глайвице» сообщения: 
Бреслау. 31 августа. Сегодня около 8 часов вечера поляки атаковали и захватили радиостанцию в Глейвице. Силой ворвавшись в здание радиостанции, они успели обратиться с воззванием на польском и частично немецком языке. Однако через несколько минут их разгромила полиция, вызванная радиослушателями. Полиция была вынуждена применить оружие. Среди захватчиков есть убитые.
Оппельн. 31 августа. Поступили новые сообщения о событиях в Глейвице. Нападение на радиостанцию было, очевидно, сигналом к общему наступлению польских партизан на германскую территорию. Почти одновременно с этим, как удалось установить, польские партизаны перешли германскую границу ещё в двух местах. Это также были хорошо вооружённые отряды, по-видимому, поддерживавшиеся польскими регулярными частями. Подразделения полиции безопасности, охраняющие государственную границу, вступили в бой с захватчиками. Ожесточённые бои продолжаются
.
Выступая в рейхстаге 1 сентября, Гитлер заявил о многочисленных инцидентах, произошедших на приграничной территории, в качестве оправдания «оборонительных действий» вермахта:

Я более не вижу готовности со стороны польского правительства вести с нами серьёзные переговоры… Этой ночью произошёл 21 инцидент, прошлой ночью — 14, из которых три были очень серьёзными. Поэтому я решил говорить с Польшей на том же языке, на каком Польша разговаривала с нами в последние месяцы. Сегодня ночью регулярные польские войска впервые обстреляли нашу территорию. С 5:45 утра мы отвечали на их огонь… Я буду продолжать эту борьбу, неважно против кого, до тех пор, пока не будет обеспечена безопасность Рейха и его права…

## Начало вторжения (1 сентября)
Фотографии
В 4:30 утра 1 сентября 1939 года германские ВВС нанесли массированный удар по польским аэродромам, в 4:45 учебный артиллерийский корабль (броненосец) «Шлезвиг-Гольштейн» открыл огонь по военно-транзитному складу на польской военно-морской базе Вестерплатте под Данцигом. Началась семидневная оборона Вестерплатте.
В 4:45 немецкие войска согласно плану «Вайс» без объявления войны начали наступление по всей германо-польской границе, а также с территории Моравии и Словакии. Линия фронта составила около 1600 км.
В Данциге завязались упорные бои за здание «Польской почты» на площади Яна Гевелия. Только через 14 часов немцы сумели овладеть зданием. 1 сентября Альберт Форстер, объявленный «главой Вольного города Данцига» постановлением Сената ещё 23 августа 1939 года, выступил с заявлением о присоединении Данцига к рейху. В тот же день комиссар Лиги Наций Карл Якоб Буркхардт и его комиссия покинули Данциг. Во второй половине дня немцы арестовали в Данциге первых 250 поляков, которых разместили в созданном 2 сентября концлагере Штуттгоф.
В 4:40 1-й дивизион пикирующих бомбардировщиков имени Макса Иммельмана (из 76-го полка люфтваффе) под командованием капитана Вальтера Зигеля начал бомбардировку Велюня. Через полчаса бомбы упали на Хойниц, Старогард и Быдгощ. В результате бомбового удара по Велюню погибли 1200 человек, в основном мирные граждане. Город был уничтожен на 75 %. Примерно в 7:00 в районе Олькуша польский лётчик Владислав Гнысь подбил первый немецкий самолёт. Тем временем немцы попытались нанести авиаудар по Варшаве, но налёт отразили польские истребители. 1 сентября немецкие самолёты нанесли удары по Гдыне, Пуцку и Хелю. Массированным бомбардировкам подверглись Верхняя Силезия, Ченстохова, Краков и расположенный в глубине страны Гродно. 2 сентября во время налёта на Люблин погибло около 200 человек, ещё полторы сотни человек погибли при авианалёте на поезд с эвакуированными на вокзале в Коло.
Как указывает в своей «Истории Второй мировой войны» Курт фон Типпельскирх, в первый день наступления немецкая авиация уничтожила большую часть польских самолётов на аэродромах, создав тем самым условия для стремительного продвижения сухопутных войск. На третий день польские ВВС прекратили существование. После этого немецкая авиация могла быть использована для достижения других намеченных целей. Авиаудары сделали невозможным организованное завершение мобилизации польских вооружённых сил и крупные оперативные переброски сил по железной дороге и серьёзно нарушили управление и связь польской армии.
По другим источникам, польское командование сохранило авиацию от первого удара люфтваффе, перебросив её 31 августа на полевые аэродромы. И хотя немецкая авиация завоевала полное господство в воздухе, польские лётчики в ходе войны сбили более 130 самолётов противника. 2 сентября польский самолёт сбросил несколько бомб на территорию нацистской Германии, разбомбив химическую фабрику в Олау.
На севере вторжение осуществлялось группой армий Бока, имевшей в своём составе две армии. 3-я армия под командованием Кюхлера наносила удар из Восточной Пруссии на юг, а 4-я армия под командованием Клюге — на восток через Польский коридор, чтобы соединиться с войсками 3-й армии и завершить охват правого фланга поляков. Состоящая из трёх армий группа Рундштедта двигалась на восток и северо-восток через Силезию. Польские войска были равномерно распределены на широком фронте, не имели устойчивой противотанковой обороны на главных рубежах и достаточных резервов для контрударов по прорвавшимся войскам противника.
Равнинная Польша, не располагающая какими-либо серьёзными естественными преградами, к тому же при мягкой и сухой осенней погоде, представляла собой хороший плацдарм для использования танков. Авангарды немецких танковых соединений легко прошли сквозь польские позиции.
Прервалась связь между Генштабом и действующей армией, стала невозможной дальнейшая мобилизация, которая началась ещё 30 августа.

## Приграничные бои

Ход кампании

Немецкое наступление началось и развивалось в полном соответствии с доктриной блицкрига, но натолкнулось на ожесточённое сопротивление польских войск, уступающих противнику в военной силе. Тем не менее, сосредоточив на главных направлениях бронетанковые и моторизованные соединения, немцы нанесли мощный удар по польским частям. Пограничные бои прошли 1-4 сентября в Мазовии, Поморье, Силезии и на Варте. В первые дни наступления германские войска взломали оборону польских войск и заняли часть Великопольского воеводства и Силезии. Словацкие войска взяли Закопане.

### Поморье
19-й корпус генерала Гудериана в боях в Тухольских лесах прорвал оборону польских 9-й и 27-й дивизий и за три дня достиг берега Вислы у Свеце и Грудзёндза, сомкнувшись с правым флангом 3-й армии, наступавшей из Восточной Пруссии.
Таким образом, к 5 сентября германские войска перерезали «Польский коридор». Наступая навстречу друг другу с территории Померании и Восточной Пруссии, они рассекли пополам армию «Поможе». Немногочисленная южная польская группировка заняла оборону на предмостном укреплении севернее Быдгоща, а северная попала в окружение и капитулировала 5 сентября.
Главные силы 4-й немецкой армии (Гюнтер фон Клюге), продвигаясь на Торунь, 7 сентября на широком участке вышли к реке Дрвенца.
В этот же день польское Главное командование приказало оставшимся частям армии «Поможе» вместе с армией «Познань» отступать к Варшаве, на юго-восток. 
При отступлении через Быдгощ части польской армии попали под обстрел немецких диверсантов и местных фольксдойче. В результате ответных действий 3-4 сентября было расстреляно более 100 местных жителей-немцев (см. Быдгощское «кровавое воскресенье»).

### Север
3-я немецкая армия под командованием генерала Георга фон Кюхлера, наступавшая из Восточной Пруссии, встретила на рубеже реки Нарев и в районе города Млава упорное сопротивление польских соединений армии «Модлин», закрепившихся на заранее подготовленной позиции, укреплённой железо-бетонными бункерами. Только 4 сентября после сильных боев немцы захватили Млаву, а 7 сентября вышли к реке Нарев на фронте Остроленка, Ружаны, Пултуск. Армия «Модлин» под непрерывными ударами немецкой авиации была вынуждена отступить на линию Висла — Нарев.
В это же время на участке оперативной группы «Нарев» немецкие части осуществляли только разведку боем, а их отдельные части занимали Граево, Мышинец и Хожеле, но после занятия Поморья на левом крыле 3-й армии началась перегруппировка подвижных соединений группы армий «Север» для создания ударной группировки, чтобы начать оттуда наступление на оперативную группу «Нарев».
3-я армия уже 7 сентября захватила плацдарм на реке Нарев, поставив под угрозу окружения польские войска в районе Варшавы. 19-й корпус генерала Гудериана было решено использовать для наступления на Брест на реке Буг.

### Силезия
Стремительно развивались события на юго-западе Польши. Немецко-фашистская группа армий «Юг» начала наступление на широком фронте, намереваясь совершить глубокий прорыв, осуществить охватывающий
манёвр в глубине обороны польских армий, навязав им сражение западнее рек Сан и Висла. В ходе его намечалось сомкнуть кольцо окружения польских войск в большой излучине Вислы, где предполагалось
соединение группы армий «Юг» с группой армий «Север».
На правом крыле войск Рундштедта наступала 14-я армия генерала В. Листа, наносившая удар из Верхней Силезии в направлении Кракова. Соединения армии «Краков», занимавшие позиции в непосредственной
близости от границы, упорно оборонялись. Наступление 8-го армейского корпуса немцев (8-я и 28-я пехотные дивизии) на левое крыло Оперативной группы «Шлёнск» генерала Яна Ягмина-Садовского сразу же встретило сильное сопротивление польских войск. 17-й армейский корпус начал наступление на Бельско-Бялу. 7-я пехотная дивизия этого корпуса вступила в бой с силами 2-го полка КОП, занимавшими оборону на «Венгерской Горке». Весь день 1 сентября прошёл в ожесточённых боях с участием пехоты, артиллерии и танков. 2 сентября немцы всей мощью обрушились на Миколов, Выры и Кобюр. По оценке генерала Э. Манштейна, бывшего в то время начальником штаба группы армий «Юг», первые бои за польские приграничные укрепления приняли ожесточенный характер. Успех 14-й немецкой армии принес 22-й моторизованный корпус, который прорвал оборону на стыке польских армий «Краков» и «Карпаты» и стал развивать наступление на Тарнув. В тот же день командующий армией «Краков» генерал Антони Шиллинг отдал приказ об отступлении из Силезии. 6 сентября гитлеровцы овладели Краковом и стали продвигаться к реке Сан.
Севернее 14-й армии на главном направлении действовала 10-я армия генерала В. Рейхенау. Она наносила удар по левому флангу польской армии «Лодзь» и правому флангу армии «Краков». Под Мокрой в бой с 4-й немецкой танковой дивизией из состава 10-й армии вступила Волынская кавалерийская бригада. Целый день кавалеристы вели неравный бой с бронетанковыми частями, поддержанными артиллерией и авиацией. В ходе сражения они сумели уничтожить около 50 танков и несколько самоходных орудий. Ночью бригада отступила на вторую линию обороны. Однако немецкие войска сумели обойти её и нанесли удар в тыл польским позициям.
Силы немецкой 10-й армии к концу дня 1 сентября пробили брешь между армиями «Лодзь» и «Краков». 16-й немецкий моторизованный корпус прорвал польскую оборону в
районе Ченстоховы на стыке армий «Лодзь» и «Краков». В результате прорыва обе армии были лишены возможности взаимодействовать и вынуждены были свернуть внутренние фланги. В образовавшуюся брешь
устремились немецкие подвижные соединения.
Командующий польской армией «Лодзь» генерал Руммель, переоценив успех первых оборонительных боев, не выполнил указания главного штаба начать отвод армии на основные рубежи обороны по рекам Варта и Видавка. Он оставил армию на передовых позициях. Это решение Руммеля привело к серьёзному  ухудшению положения войск. Вечером 2 сентября армия «Лодзь» всё же была  вынуждена начать отступление на рубеж обороны по рекам Варта и Видавка, но удержаться на них уже не смогла. Немецкие войска, используя прорыв, стали продвигаться к северу на Пётркув, заходя в тыл армии «Лодзь». Немецко-фашистские войска превосходили польскую армию в подвижности. Поэтому они раньше, чем отступающие польские части, выходили на промежуточные рубежи. Массированные удары авиации завершали дезорганизацию обороны.
Против немецко-фашистских войск, наступавших на главном направлении, польское командование могло использовать резервную армию «Прусы», которая развертывалась в районе Кельце, Томашув-Мазовецки, Радом. К 4 сентября она ещё не закончила сосредоточение и не была готова осуществить контрудар. Штаб этой армии не имел связи с армиями «Лодзь» и «Краков» и не сумел правильно оценить обстановку.

## Странная война
В связи с агрессией против Польши, 3 сентября 1939 года Великобритания и Франция объявили Германии войну. Они направили ультиматум германскому руководству с требованием немедленного прекращения военных действий и вывода всех войск вермахта с территории Польши и Вольного города Данцига. Таким образом, оба государства в соответствии со взятыми на себя союзническими обязательствами оказались в состоянии войны с Германией. Днём ранее, 2 сентября, французское правительство объявило мобилизацию и приступило к концентрации своих войск на германской границе. 7 сентября части 3-й и 4-й французских армий перешли германскую границу в Сааре и вклинились в предполье Линии Зигфрида. Никакого сопротивления им оказано не было, а немецкое население Саара эвакуировалось.
12 сентября в Абвиле состоялось заседание французско-британского высшего военного совета с участием Невилла Чемберлена, Эдуара Даладье и главнокомандующего французской армией Мориса Гамелена. В ходе заседания было принято решение о прекращении наступления в связи с тем, что «события в Польше не оправдывают дальнейших военных действий в Сааре». На практике данное решение означало отказ от союзнических обязательств по отношению к Польше, принятых 19 мая 1939 года, в соответствии с которыми Франция должна была всеми доступными средствами предпринять наземное наступление на 15-й день с начала мобилизации, а боевые воздушные действия — с самого первого дня немецкого вторжения в Польшу. Польские послы во Франции (Эдвард Рачинский) и в Англии (Юлиуш Лукасевич) безуспешно пытались повлиять на позицию союзников и склонить их к выполнению принятых обязательств. Между тем, весь оборонительный план «Захуд» польского Главного штаба опирался именно на наступление союзников..

## Ситуация 5—17 сентября

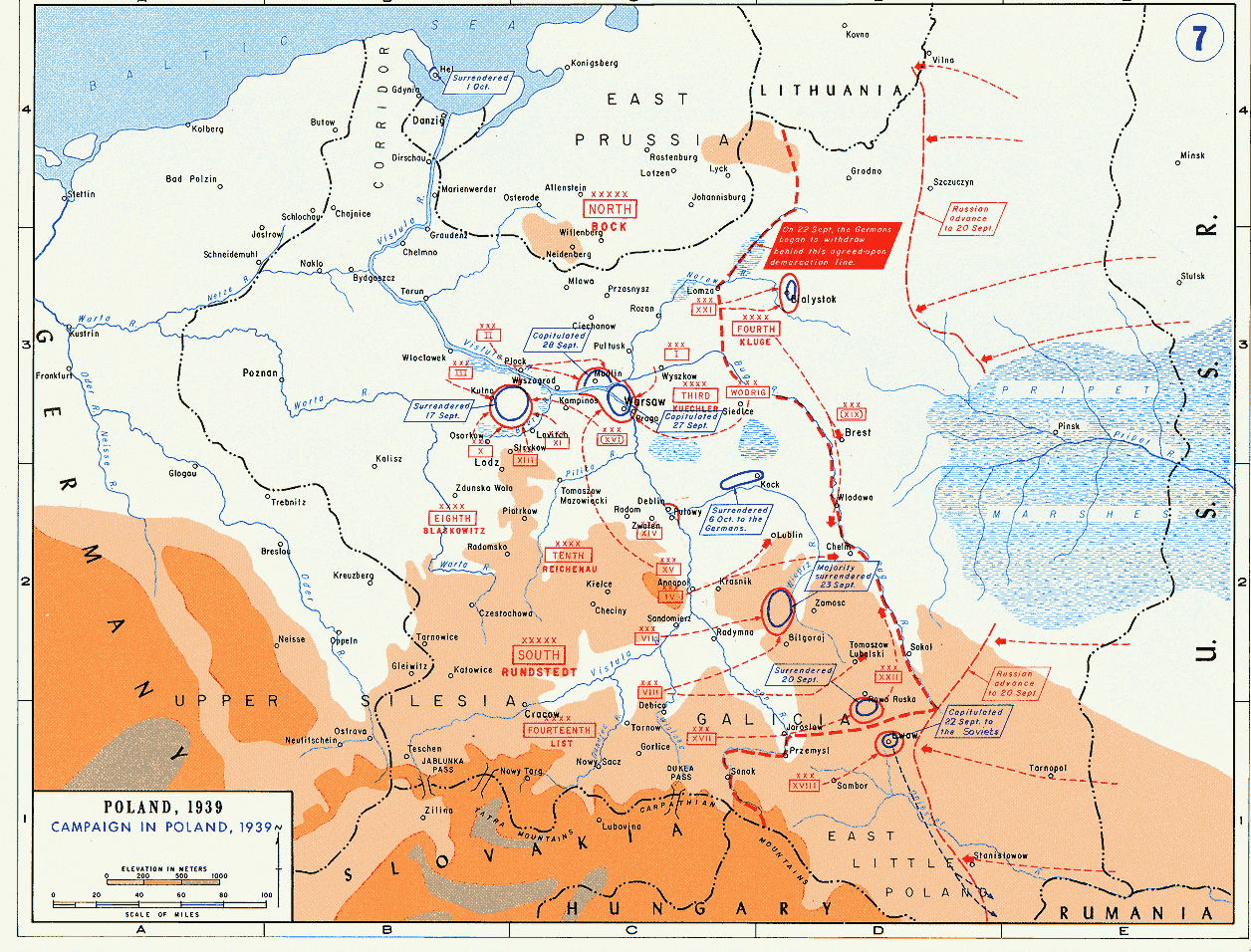
14 сентября 1939

В центре 10-я армия из состава группы Рундштедта (под командованием генерал-полковника Рейхенау) с большей частью бронетанковых дивизий неожиданно атаковала позиции резервной польской армии «Прусы». Польское главное командование отдало приказ об отступлении армии, но её соединения уже были втянуты в бои. Штаб армии «Прусы» потерял управление, и армия не смогла выполнить поставленные перед ней задачи. В ходе сражений под Пётркувом-Трибунальским и Томашувом-Мазовецким армия «Прусы» потерпела поражение и 6 сентября отступила на правый берег Вислы. Неудачей для неё завершилось и сражение под Илжей. 1-я и 4-я немецкие танковые дивизии, захватив пётркувское шоссе, получили открытый путь на Варшаву. Немецкие войска 7 сентября подошли к реке Пилица. Передовые части 10-й армии Рейхенау оказались в 60 км юго-западнее Варшавы. Вечером 8 сентября 4-я танковая дивизия 16-го моторизованного корпуса вышла к предместьям польской столицы.
На Варте немецкая 8-я армия прорвала оборону армии «Лодзь» и отбросила её на восток. В то же время на севере 3-я армия немцев оттеснила армию «Модлин» на линию Вислы.
Внутреннее кольцо двойного окружения смыкалось на Висле, внешнее — на Буге. Сложилась реальная угроза отсечения армий «Поморье» и «Познань» от основных сил. В этих условиях маршал Рыдз-Смиглы отдал приказ общего отступления на линию Висла-Сан. 6 сентября Главный штаб переместился из Варшавы в Брест, а столицу страны покинули президент Игнаций Мосцицкий и правительство Польши .
8 сентября польская армия применила химическое оружие — газ иприт. В результате два немецких солдата погибли, 12 получили отравления.
Чтобы помешать общему отходу польских частей, 3-я немецкая армия получила приказ о наступлении на Седльце через Нарев и Буг. Продвижение, однако, застопорилось из-за ожесточённого сопротивления польских гарнизонов в Ружанских фортах. В то же время 14-я немецкая армия получила приказ об отсечении польских войск от переправ через Сан и наступлению на Люблин. 5 сентября она завершила изнурительные бои под Йордановом с армией «Краков», где 10-я польская бригада кавалерии полковника Станислава Мачека нанесла 22-му танковому корпусу тяжёлые потери. Корпус, обладавший 15-кратным превосходством в танках и поддержкой люфтваффе, потерял более 100 танков и в течение нескольких дней сумел продвинуться не более, чем на 30 км. Эта задержка обеспечила отступление находящимся под угрозой окружения частям армии «Краков».
Германские войска развивали наступление в глубь Польши на всех направлениях. Однако становилось ясным, что основной замысел плана «Вайс» — окружить и полностью уничтожить польскую армию западнее
Варшавы — не выполняется. Значительные по численности польские войска ускользнули из немецких клещей и откатывались на восток. 6 сентября 1939 г. главнокомандующий сухопутными войсками вермахта генерал Браухич отдал директиву об увеличении глубины охватывающих фланговых ударов немецких армий. Теперь перед войсками вермахта ставилась задача обеспечить окружение польских войск восточнее Варшавы.
9 сентября, когда начался второй этап боевых действий, эта задача была уточнена. «Войска противника, отходящие за Вислу и Нарев,— говорилось в директиве ОКХ,— должны быть уничтожены двойным охватом восточнее Вислы».
3-я немецкая армия, усиленная переброшенным в полосу её наступления 19-м танковым корпусом Гудериана, 9 сентября прорвала оборону на реке Нарев в районе Ломжи и своими подвижными частями устремилась на юг. 10 сентября войска армии форсировали Буг у Вышкува и вышли на железную дорогу Варшава — Брест. 4-я немецкая армия продвигалась вперед с рубежа реки Дрвенца в направлении Модлин, Варшава.
Правофланговые дивизии 14-й армии (Группа армий «Юг») форсировали Сан по обе стороны от Перемышля и начали наступление на Львов и Раву-Русскую. 12 сентября немецкие моторизованные подразделения вышли ко Львову.
Польское командование пыталось перегруппировать силы и организовать оборону на юго-востоке страны. Идея создать там оборонительный район основывалась на убеждении, что союзные Англия и Франция начнут военные действия против Германии на Западе, и Германия будет вынуждена перебросить часть сил из Польши для войны на два фронта. С этой целью было принято решение о создании управлений Южного (генерал Казимеж Соснковский), Центрального (генерал Тадеуш Пискор) и Северного (генерал Стефан Домб-Бернацкий) фронтов, которые должны были взять на себя руководство войсками восточнее рек Висла и Сан. Однако директива польского командования об организации обороны в восточных районах пришла в войска с запозданием. Наступление немецко-фашистских армий сорвало её реализацию.
14 сентября завершилось окружение Варшавы и немцы приступили к массированным артиллерийским обстрелам польской столицы. Тем временем 3-я армия подошла к Бресту. 16 сентября 19-й корпус в районе Хелма соединился с частями 22-го танкового корпуса 14-й армии и, тем самым, замкнул кольцо окружения вокруг подразделений ВП, находящихся между Вислой и Бугом.
Польские силы были рассечены на несколько частей, каждая из которых оказалась в полном окружении и не имела никакой общей боевой задачи. В основном, польское сопротивление с этого времени продолжалось только в районе Варшавы—Модлина и немного западнее — вокруг Кутно и Лодзи. Польские войска в районе Лодзи предприняли безуспешную попытку вырваться из окружения, однако после непрерывных воздушных и наземных атак и после того, как у них кончились продовольствие и боеприпасы, сдались 17 сентября. Между тем, кольцо внешнего окружения сомкнулось: к югу от Брест-Литовска соединились 3-я и 14-я немецкие армии.
«Я получил Ваше сообщение о том, что германские войска вошли в Варшаву. Пожалуйста, передайте мои поздравления и приветствия правительству Германской империи. Молотов»
Ситуация вокруг польской столицы резко обострилась к 8 сентября. В этот день 16-й танковый корпус немцев (из состава 10-й полевой армии) атаковал город из района Гуры-Кальварии, однако был вынужден отойти под ударами защитников города. Началась оборона Варшавы. Для защиты столицы были созданы две новые армии — «Варшава» (генерал Юлиуш Руммель) и «Люблин» (генерал Тадеуш Пискор). Обе армии, однако, не располагали достаточными силами. Положение ещё более осложнилось тем, что на северном участке немецкие войска прорвали фронт на стыке армии «Модлин» и отдельной оперативной группы «Нарев». План окружения польских частей к востоку от Вислы оказался, однако, сорван в героической обороне Визны. В ходе трёхдневных боёв защитники Визны под командованием Владислава Рагиниса сдерживали натиск 10-й танковой дивизии генерала Фалькенхорста и 19-го механизированного корпуса генерала Гудериана.
В новой ситуации командование ОКХ отдало приказ отсечь польским войскам пути отхода на восток и предотвратить их эвакуации в Румынию. Для этой цели войска Гудериана двинулись на Брест, а 22-й танковый корпус из состава 14-й полевой армии ударил в направлении Хелма. Одновременно часть сил 14-й полевой армии немцев атаковала Львов, чтобы воспрепятствовать отступлению польских войск в Румынию.
19 сентября командующий 8-й полевой армии немцев отдал приказ о генеральном штурме. 22 сентября начался штурм при поддержке с воздуха. 25 сентября в налёте участвовало 1150 самолётов люфтваффе. Было сброшено 5818 тонн бомб.
Бои за Варшаву продолжались до 28 сентября, когда, исчерпав все силы для обороны города, польское командование было вынуждено подписать акт о капитуляции.
Битва на Бзуре произошла с 9 по 22 сентября между польскими армиями «Познань» (генерал Тадеуш Кутшеба) и «Поможе» и немецкими 8-й и 10-й полевыми армиями группы армий «Юг».
В ночь на 10 сентября отступающие польские армии «Познань» и «Поможе» нанесли сильнейший удар по левому флангу наступающей на Варшаву 8-й немецкой армии и вышли в тыл группы армий «Юг». Наступавшие на Варшаву части вермахта вынуждены были перейти к обороне. Однако, после прибытия к немцам свежих подкреплений и создания значительного перевеса в силах, немецкие войска нанесли ответный удар, и армии «Познань» и «Поможе» к 14 сентября были почти полностью окружены..
Кутшеба решил остановить наступление на юг, перегруппироваться и атаковать в направлении Варшавы, чтобы через Кампиносскую пущу пробиться к столице. 17 сентября командование люфтваффе практически отменило все вылеты, не связанные с районом Бзуры, и немецкая бомбардировочная авиация в течение двух дней уничтожала окруженную польскую группировку западнее Кампиносской пущи. Затем немецкая контратака привела к окружению и, как следствие, к постепенному угасанию сопротивления, которое было окончательно сломлено к 22 сентября. В плен попали 120 тысяч человек. Остальные пытались прорваться к Варшаве через пущу, и в общей сложности в столицу сумели пробиться около 30 тысяч солдат.

## Вступление войск СССР на территорию Польши

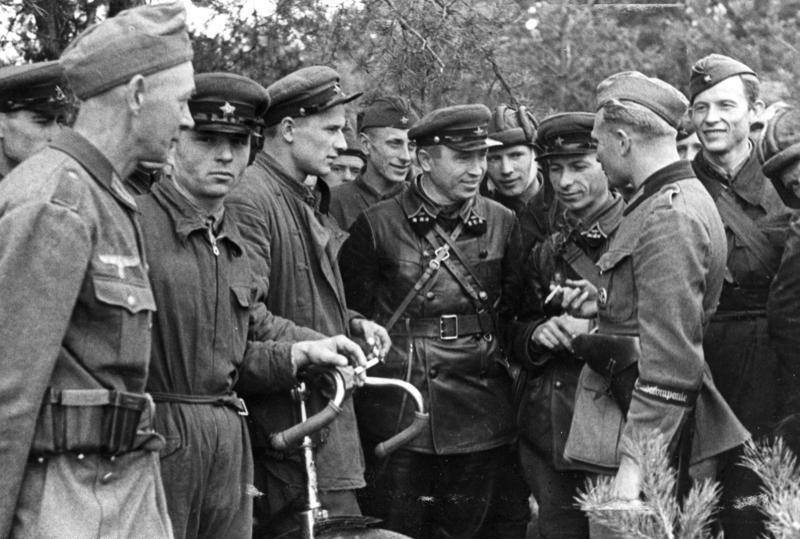
Встреча немецкиx и советских военнослужащих

17 сентября войска РККА на широком фронте вошли на территорию Польши.
В 23:40 17 сентября 1939 года главнокомандующим Рыдз-Смиглы (находился в Кутах[каких?]) по радио был дан приказ «с Советами боевых действий» не вести, дана директива на отход войск в Румынию и Венгрию. Польское руководство перешло границу поздно вечером 17 сентября.
Польские войска начали отступать к границе, подвергаясь атакам немецких войск с одной стороны и время от времени сталкиваясь с советскими войсками с другой. К моменту приказа на эвакуацию немецкие войска нанесли поражение польским армиям «Краков» и «Люблин» в сражении за Томашув-Любельский, которое продолжалось с 17 по 20 сентября.
17 сентября советские войска вступили в пределы Польши с востока в районе севернее и южнее Припятских болот. Советское правительство объяснило этот шаг, в частности, несостоятельностью польского правительства, распадом польского государства де-факто и необходимостью обеспечения безопасности украинцев, белорусов и евреев, проживающих в восточных областях Польши. Польское верховное командование из Румынии отдало приказ войскам не оказывать сопротивления частям Красной Армии. Также надо учитывать переговоры, которые велись включительно до 15 сентября в Москве Советским правительством с представителями Японии на предмет подписания Советско-японского соглашения о прекращении военных действий в районе реки Халхин-Гол.
Очевидно, что до 15 сентября Советское правительство заняло выжидательную позицию по «польскому вопросу», о чём свидетельствуют телеграммы германского посла из Москвы в Берлин. Однако после 15 сентября введение войск СССР на территорию Западной Украины и Белоруссии было согласовано с германским правительством и проходило в соответствии с Договором о ненападении между Германией и Советским Союзом. 18 сентября было опубликовано дополнительное Советско-Германское Коммюнике, в котором разъяснялась позиция СССР по поводу ввода своих войск на территорию бывшего польского государства. Существуют сведения «о прямой помощи» СССР Германии во время Польской кампании, которые однако оказались несостоятельны или заметно преувеличены в особенности со стороны немецкой пропаганды. Например, якобы сигналы минской радиостанции использовались немцами для наведения самолётов при бомбардировке польских городов. В просьбе начальника генштаба германских военно-воздушных сил было запрошено, чтобы радиостанция в Минске в свободное от передачи время передавала для срочных воздухоплавательных опытов непрерывную линию с вкраплёнными позывными знаками: «Рихард Вильгельм 1.0», а кроме того, во время передачи своей программы по возможности часто слово «Минск». Из резолюции В. М. Молотова на документе следует, что было дано согласие передавать только слово «Минск» в обычных радиопередачах радиостанции города Минск. Получается, что минская радиостанция работала в абсолютно штатном режиме и её работой пользовались все лётчики без исключения (гражданские, военные, германские, польские, советские и т. д.), которые только могли поймать передаваемые ей радиоволны. В то же время образовавшаяся демаркационная линия оказалась не соответствующей договорённостям о советско-германской границе примерно по так называемой «Линии Керзона», что даёт основания предполагать спонтанность действий советского командования и отсутствие согласованности с немецкой стороной. Однако впоследствии эта граница была восстановлена.

## Диверсионная деятельность ОУН
В юго-восточных воеводствах Польши после 12 сентября произошли диверсии, нападения и разрушения оборонительных сооружений и военных объектов группами украинских националистов. Одним из крупнейших действий была попытка в ночь с 12 на 13 сентября 1939 года вооружённого захвата Стрыя, после ухода из него польской армии, специальными группами ОУН и освобождения заключённых из местной тюрьмы. В течение следующих дней вооружённые выступления ОУН происходили практически в каждом уезде, находившемся к востоку от Буга. Целью было захватить власть в отдельных городах. Были также разоружения польских солдат и стычки с движущимися войсками польской армии и полиции

## Окончательный разгром польских войск (17 сентября — 6 октября 1939 года)
Польское руководство не собирались сдаваться или вести переговоры о перемирии с Германией. Вместо этого оно отдало приказ эвакуироваться из Польши и перебираться во Францию. Руководство Польши разместилось вдоль румынской границы, издав приказ собрать оставшиеся войска для обороны и защиты так называемого «румынского плацдарма». Это было неудачное решение: связь с приграничными районами была очень плохой, и в результате Польская армия лишилась даже той неустойчивой связи с командованием, которая была раньше. Само правительство и высшие военачальники покинули Польшу, перейдя румынскую границу близ города Залещики в ночь с 16 на 17 сентября.

Дивизион польских эсминцев направляется в Великобританию по плану «Пекин» (фото выполнено с борта «Молнии» с видом на «Гром» и «Бурю»)

Два полка немецко-фашистской пехоты безуспешно пытались сломить сопротивление защитников полуострова Хель, которые вели бои во взаимодействии с оставшимися кораблями военно-морского флота. Командовал польским гарнизоном капитан 1 ранга В. Штейнер. Позиции оборонявшихся подвергались непрерывному обстрелу с моря, который вели немецкие корабли «Шлезвиг-Гольштейн» и «Шлезиен». 29 сентября немецкие части предприняли штурм польских оборонительных позиций. Гарнизон полуострова Хель 2 октября 1939 г. был вынужден сложить оружие
Очаги сопротивления поляков подавлялись один за другим. 19 сентября командующий 8-й немецкой армией, на которую было возложено взятие Варшавы, отдал приказ о генеральном штурме. С 22 сентября
фашисты начали усиленную воздушную бомбардировку и массированный артиллерийский обстрел Варшавы. 27 сентября в воздушном налете на Варшаву приняло участие 1150 самолётов люфтваффе. 28 сентября гарнизон столицы капитулировал. На следующий день —  пал Модлин. Последний очаг организованного польского сопротивления был подавлен в Коцке (севернее Люблина), где 6 октября. Стрельба велась до 1.00 6 октября (польские солдаты расстреливали оставшиеся патроны), около 2.00 польские парламентеры передали подписанный акт о капитуляции, а в 10.00 началось сложение оружия сдалось в плен 17 тысяч поляков из Отдельной оперативной группы «Полесье» под командованием генерала Францишека Клееберга.

## Результаты

### Потери сторон
В ходе кампании немецкие войска, по разным оценкам, потеряли от 8082 до 16 343 убитыми, 27 280 — 34 136 ранеными, 320—5029 человек пропавшими без вести. В ходе польской кампании немецкие войска потеряли 319 бронемашин, 195 орудий и миномётов, 11 584 автомашин и мотоциклов. Израсходовали значительное количество боеприпасов: 339 тысяч 150-мм снарядов, 1448 тысяч 105-мм снарядов, 450 тысяч 75-мм снарядов, 480 тысяч 81-мм миномётных мин, 400 тысяч авиабомб, свыше 406 млн патронов и 1,2 млн гранат. На море ВМС Германии потеряли 1 тральщик «М-85».
Словацкая армия вела лишь бои регионального значения, в ходе которых не встретила серьёзного сопротивления. Её потери были невелики — 18 человек убитыми, 46 ранеными, 11 человек пропало без вести. Из 20 истребителей Avia В-534 ВВС Словакии, участвовавших в боевых действиях один (борт 332) пилота Виллама Груня был подбит над Стрыем польской зенитной артиллерией и совершил вынужденную посадку около села Ольшаны. Лётчик попал в плен, но ночью сбежал и три дня спустя вышел в расположение словацких войск.

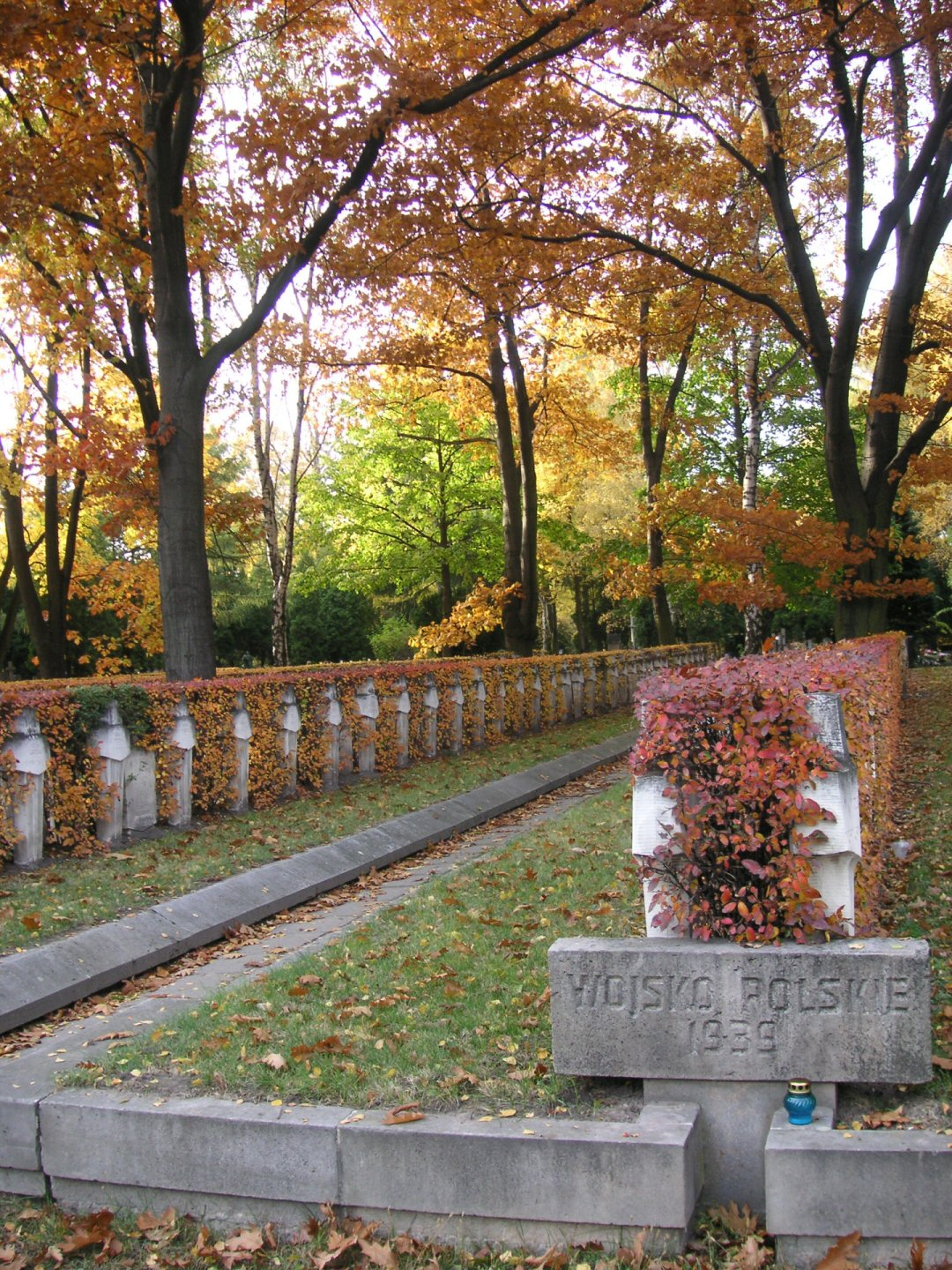
Могилы польских солдат на кладбище Повонзки в Варшаве

Согласно послевоенным исследованиям Бюро Военных потерь, в боях с вермахтом погибли более 66 тысяч польских военнослужащих (в том числе 2000 офицеров и 5 генералов). 133 тысячи были ранены, 420 тысяч оказались в немецком плену, а в советский плен попали 250 000 военнослужащих.
В 2005 году вышла книга польских военных историков Чеслава Гжеляка и Хенрика Станьчика, проводивших свои исследования — «Польская кампания 1939 года. Начало 2-й мировой войны». Согласно их данным, в боях с вермахтом погибли около 63 000 солдат и 3300 офицеров, 133 700 были ранены. Около 400 000 попало в германский плен, и 230 000 в советский.
Около 80 000 польских военнослужащих сумели эвакуироваться в соседние нейтральные государства — Литву, Латвию и Эстонию (12 000), Румынию (32 000) и Венгрию (35 000).
Польские ВМС были уничтожены или захвачены в ходе обороны Побережья. Прорваться в нейтральные или союзные порты сумели 3 эскадренных миноносца все 6 подводных лодок. Удалось эвакуировать в Румынию 119 самолётов.
Ещё до окончательного поражения польской армии её командование начало организацию подполья — Служба победе Польши. Для дальнейшей борьбы с Германией и её союзниками были созданы вооружённые формирования, составленные из польских граждан:
- Польские вооружённые силы на Западе
- Армия Андерса (2-й Польский корпус)
- Войско Польское

### Территориальные изменения

Польская кампания Германии, 1939

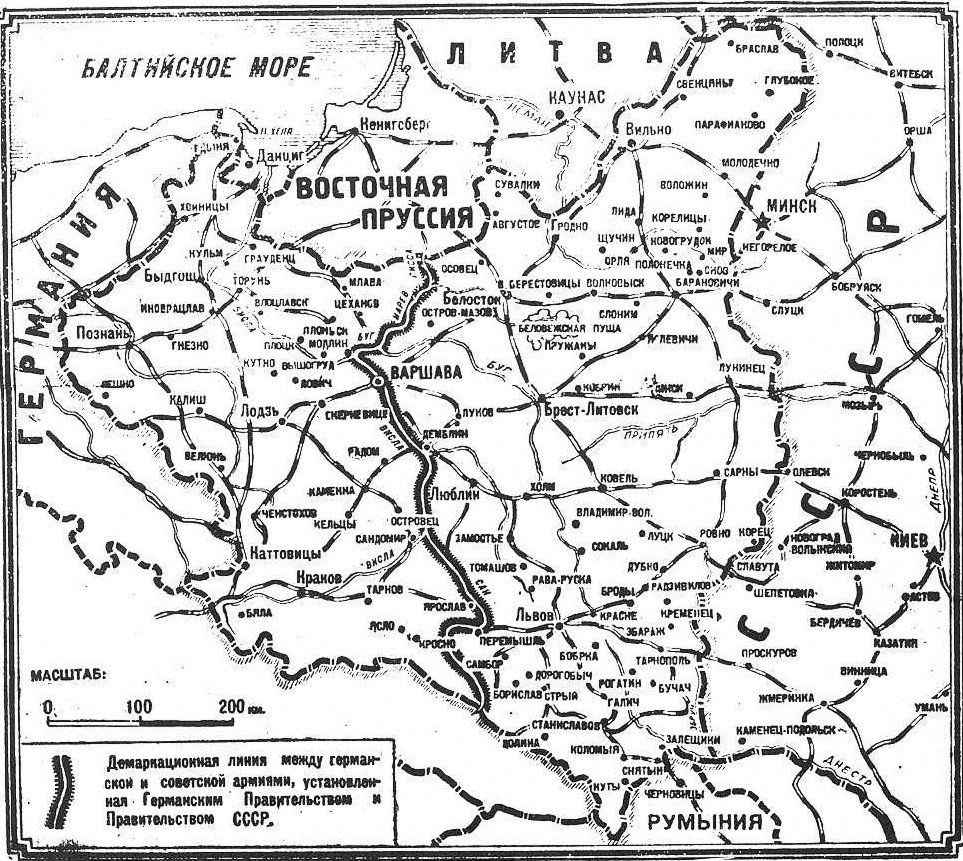
Карта, показывающая примерную линию фронта между германскими и польскими войсками к 17 сентября 1939

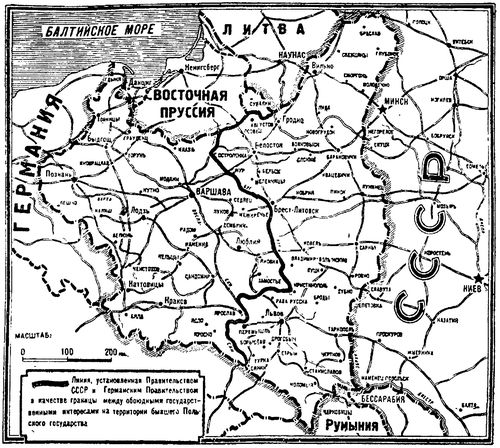
Карта новой Советско-Германской границы по дополнительному соглашению от 28 сентября 1939

Польские земли были поделены, в основном, между Германией и Советским Союзом. Положение новой границы закрепил договор о дружбе и границе между СССР и Германией, заключённый 28 сентября 1939 года в Москве. Немецкий план состоял в создании марионеточного «польского остаточного государства» (нем. Reststaat) в границах Царства Польского и Западной Галиции. Однако данный план не был принят из-за несогласия Сталина, которого не устраивало существование пронемецкого польского государственного образования.
Территории к востоку от рек Западный Буг и Сан были присоединены к Украинской ССР и Белорусской ССР. Это увеличило территорию СССР на 196 тысяч км², а население — на 13 млн человек. Новая граница в основном совпадала с «линией Керзона», рекомендованной в 1919 году Парижской мирной конференцией в качестве восточной границы Польши, так как она разграничивала области компактного проживания поляков, с одной стороны, украинцев и белорусов, с другой. Англия поддержала Советский Союз в присоединении территорий Западной Украины и Западной Белоруссии, занятых Польшей в ходе Советско-польской войны в 1921 году.
Германия расширила границы Восточной Пруссии, переместив их вплотную к Варшаве, и включила район до города Лодзь, переименованного в Литцманштадт, в Вартскую область, занимавшую территории старой Познанщины. Декретом Гитлера от 8 октября 1939 года Познанское, Поморское, Силезское, Лодзинское, часть Келецкого и Варшавского воеводств, где проживало около 9,5 млн человек, были провозглашены немецкими землями и присоединены к Германии.
Некоторые небольшие территории были непосредственно присоединены к существовавшим гау Восточной Пруссии и Силезии, в то время как большая часть земель использовалась, чтобы создать новые рейхсгау Данциг — Западная Пруссия и Вартеланд. Из них рейхсгау Вартеланд был наибольшим и единственным, включающим исключительно захваченные территории.
Германский сателлит Словакия вернула территории, отторгнутые Польшей в 1938 году в результате Мюнхенского диктата, и присоединила спорные области, ранее утраченные Чехословакией в конфликте 1920—1924 годов.
Литва вернула оспаривавшийся у Польши Вильнюсский край.
Остаток польской территории был объявлен «генерал-губернаторством оккупированных польских областей» под управлением немецких властей, которое через год стало называться «генерал-губернаторством германской империи». Его столицей стал Краков.

## Опыт войны
Германо-польская война продолжалась немногим более месяца. Для гитлеровских стратегов Польша явилась своеобразным испытательным полигоном для проверки теоретических положений о «молниеносной войне» и об использовании видов вооружённых сил и родов войск в стратегической операции.
Германо-польская война выявила коренные изменения в содержании и характере начальных операций. Германии удалось упредить своих противников в осуществлении мероприятий по мобилизации и развёртыванию.
Военные действия вермахта в Польше показали, что возросла роль внезапного массированного удара заранее созданными группировками войск. Немецкое командование стремилось использовать как можно больше сил и средств для нанесения первого удара по противнику, чтобы предопределить успех первой операции и исход всей войны ещё в начальный период. При этом самые мощные действия предпринимались на узких участках фронта, где создавалось многократное превосходство в силах и средствах.
В германо-польской войне проявились огромные оперативно-стратегические возможности танковых и военно-воздушных сил, резко возросшее значение взаимодействия танков и авиации. Командование сухопутных сил вермахта впервые в боевых условиях использовало для прорыва обороны противника и развития успеха такие крупные подвижные войсковые формирования, как танковые дивизии, танковые и моторизованные
корпуса. Действия авиации, согласованные по времени и месту с наступлением механизированных войск, позволили за сравнительно короткое время взламывать оборону противника на всю глубину, вводить в прорыв
подвижные соединения и быстро развивать успех. Наступательная операция приобрела новые черты: увеличивались её глубина и темпы ведения, появились условия для манёвра в глубине обороны по обходу и окружению противника.
Массированное использование танков и авиации ставило оборонявшихся перед необходимостью иметь глубоко эшелонированную оборону, способную выдержать удар танкового клина, и подвижные резервы для
борьбы с прорвавшимся противником. Возросло значение противотанковой и противовоздушной обороны. Польская кампания показала, что линейная оборона, как она организовывалась в первую мировую войну,
устарела.
Боевые действия в Польше оказали влияние на развитие военного искусства во Второй мировой войне. Они стали предметом внимательного изучения в штабах армий большинства стран. Становилось ясно, что
начавшаяся мировая война будет во многом отличаться от войны 1914—1918 гг.

## Анализ действий Войска Польского в ходе сентябрьской кампании 1939 года
Согласно трёхтомной аналитической работе по анализу Польской кампании, проведённой полковником Марианом Порвитом (возглавлявшего в сентябре 1939 года оборону Варшавы) «Комментарии польских оборонительных действий в сентябре 1939» (1969—1978), в ходе войны допущены серьёзные политические, стратегические и тактические ошибки и просчёты, сыгравшие немалую роль в поражении страны. Причём как главного командования в целом, так и персональные, лежащие на совести отдельных военачальников:
- Автор указывает и на преждевременное (6 сентября) оставление Главным штабом Варшавы, что привело к дезорганизации войск в условиях максимальной централизации военного командования. Тем более, что в подвалах Министерства по военным делам (обороны) имелся хорошо оборудованный командный пункт с современными средствами связи.
- Некоторые генералы оставили вверенные им войска, что можно расценить как дезертирство. Стефан Домб-Бернацкий (дважды — как командующий армией «Прусы» и Северным фронтом), Казимеж Фабрицы (армия «Карпаты»), Юлиуш Руммель (армия «Лодзь»), Владислав Боньча-Уздовский (28-я дивизия пехоты) и полковник Эдвард Доян-Суровка (покинул свою 2-ю дивизию пехоты в момент нервного срыва). Никаких решений по действиям данных командиров главнокомандующим принято не было.
- Отсутствие чёткой реакции на вторжение РККА и разведывательный просчёт в оценке военно-политической ситуации в целом.
- Моральный надлом некоторых командиров, имеющий катастрофические последствия. Генерал Мечислав Борута-Спехович, командующий ОГ «Борута» на завершающей стадии кампании, преждевременно распустил свой штаб, что привело сначала к разгрому 21-й дивизии пехоты, а затем и всей группы.
- Преждевременная сдача Львова Красной Армии, несмотря на имеющиеся силы и снаряжение.
- Захват абвером оставшихся в Варшаве оперативных секретных документов 2-го отдела Главного штаба (разведка и контрразведка), не уничтоженных в результате преступной халатности.

Допущены были серьёзные просчёты в снабжении армии, а также ВМС при защите Побережья.

## Идеологические клише о войне

### Польские кавалеристы в отчаянии бросались с саблями на танки
Это, пожалуй, самый популярный и живучий из всех мифов. Миф родился из фразы Гейнца Гудериана об атаке польской кавалерией с использованием холодного оружия на немецкие танки. Он возник сразу же после боя под Кроянтами, в котором 18-й полк Поморских уланов полковника Казимежа Масталежа атаковал 2-й моторизованный батальон 76-го моторизованного полка 20-й моторизованной дивизии вермахта. Несмотря на поражение, поставленную задачу полк выполнил. Атака уланов внесла сумятицу в общий ход немецкого наступления, сбила его темп и дезорганизовала войска. Немцам понадобилось определённое время, чтобы возобновить своё продвижение. Они так и не сумели в этот день добраться до переправ. Кроме того, эта атака оказала на противника и определённое психологическое воздействие, о котором вспоминал Гейнц Гудериан:
|  | «Я направился обратно на командный пункт корпуса в Цан и прибыл туда при наступлении сумерек. Длинное шоссе было пусто. Нигде не было слышно ни одного выстрела. Каково же было моё удивление, когда вдруг меня окликнули непосредственно у самого Цана и я увидел несколько человек в шлемах. Это были люди из моего штаба. Они устанавливали противотанковую пушку на огневой позиции. На мой вопрос, зачем они это делают, я получил ответ, что польская кавалерия начала наступление и может появиться здесь каждую минуту…» |

Уже на следующий день итальянские корреспонденты, находившиеся в районе боевых действий, ссылаясь на свидетельства немецких солдат, написали о том, что «польские кавалеристы бросались с саблями на танки». Некоторые «очевидцы» утверждали, что уланы рубили саблями танки, полагая, что они сделаны из бумаги. Знаменитые кадры конников, атакующих танки — немецкая инсценировка. В 1941 году немцы сняли на эту тему пропагандистский фильм «Kampfgeschwader Lützow». Не избежал пропагандистского штампа даже Анджей Вайда в своей киноленте «Лётна» 1958 года, за что она была раскритикована ветеранами войны. Слова же Гудериана не имеют в данном случае ничего общего с действительностью. История с рубкой крупповской брони оказывается выдумкой от начала и до конца.
Польская кавалерия сражалась в конном строю, но использовала тактику пехоты. На её вооружении находились карабины, пулемёты, пушки калибра 35 и 75 мм, противотанковые орудия «Бофорс», небольшое количество зенитных орудий «Бофорс» калибра 40 мм и небольшое количество противотанковых ружей «UR 1935». Кавалеристы имели при себе сабли и пики, но это вооружение применялось только в конных сражениях. На протяжении всей сентябрьской кампании не было ни одного случая атаки польской кавалерией немецких танков. Бывали моменты, когда кавалерия быстрым галопом мчалась в направлении атакующих её танков с целью как можно быстрее миновать их.

### Польская авиация была уничтожена на земле в первые дни войны
В действительности перед самым началом войны почти вся авиация перебазировалась на небольшие замаскированные аэродромы. Немцам удалось уничтожить на земле лишь тренировочные и вспомогательные самолёты.

### Польша не оказала должного сопротивления противнику и быстро сдалась
По мнению некоторых польских историков вермахт, превосходя Войско Польское по всем основным военным показателям, получил сильный и совершенно неожиданный отпор. Анджей Гарлицкий, например, пишет, что Германская армия потеряла около 1000 танков и бронемашин (почти 30 % всего состава), 370 орудий, свыше 10 000 военно-транспортных средств (около 6000 машин и 5500 мотоциклов).
Значительное количество немецкого вооружения получило такие повреждения, что ему требовался капитальный ремонт. А интенсивность боевых действий была такова, что боеприпасов и прочей амуниции хватило лишь на две недели.
По подсчётам и по мнению Анджея Гарлицкого, по времени Польская кампания оказалась всего на неделю короче Французской, хотя силы англо-французской коалиции значительно превосходили Войско Польское как по численности, так и по вооружению. Причём непредвиденная задержка вермахта в Польше позволила союзникам более серьёзно подготовиться к германскому нападению.
По оценке Курта Типпельскирха, война развивалась строго по заранее установленному плану и 19 сентября польская кампания для Вермахта фактически закончилась. Война длилась 18 дней, польская армия при этом была совершенно уничтожена. 694 тысяч. человек попали в плен к немцам, 217 тысяч человек — к русским. Около 100 тысяч человек, спаслись бегством через границы Литвы, Венгрии и Румынии. Убитыми и ранеными Польская армия потеряла 200 тысяч человек. Как отмечает Типпельскирх, поляки своими безответственными в оперативном отношении действиями в значительной степени ускорили быструю победу немецких войск, а война развивалась точно по заранее намеченному плану. Для германского военного командования победа не была неожиданностью, а небольшие потери радовали. Потери меньше ожидаемых свидетельствуют о том, что было лишь немного ожесточённых боев. Согласно Типпельскирху, критическое положение для немцев сложилось один раз — в начале битвы на Бзуре, под польскими ударами, «наносимыми с исключительной смелостью и безрассудством очутившихся в безнадёжном положении людей». Уже со второй недели операции немцы начали переброски войск на Западный фронт. «Люфтваффе» от всех причин потерял 285 самолётов, а немцы уничтожили 333 польских самолёта. В войне с Польшей вермахт понёс относительно небольшие потери: примерно 40 тысяч солдат и офицеров. На состояние польских вооружённых сил отрицательно влияла общая экономическая отсталость и национальная разобщённость Польши. Уровень боевой подготовки личного состава польской армии был ниже, чем у вермахта. Польское командование не обладало опытом управления большим количеством войск. Польские офицеры показали очень низкий уровень командной и тактической подготовки. Единственное, что не подлежит сомнению, — решительность и мужество польских солдат и офицеров.
Б. Г. Лиддел Гарт, отмечая храбрость поляков, которая «вызывала восхищение даже у их противников», причины сокрушительного поражения польских частей формулирует так: «безнадёжно устаревшую армию быстро расчленили танковые соединения, действовавшие под прикрытием превосходящих сил авиации в соответствии с новыми методами ведения войны».

## Юридические аспекты войны
Согласно решению Нюрнбергского трибунала, война против Польши, развязанная Германией 1 сентября 1939 года, являлась агрессивной, незаконной, не имевшей оснований к началу. Кроме того, в ходе этой войны германским военным и политическим руководством грубейшим образом были нарушены правила ведения войны, установленные международным правом, что привело к тяжелейшим последствиям, необоснованно высоким потерям и жертвам среди мирного населения. Действия немецких военных властей и политического руководства на оккупированных территориях часто не были вызваны военной необходимостью и содержали состав преступлений против человечности.
В ходе Нюрнбергского процесса, против аргументов защиты о провокации войны Польшей и желании Германии до последнего момента решить конфликт мирным способом обвинение предоставило доказательства того, что уже 30 августа, когда Германия ещё уверяла мировое сообщество в своих миролюбивых целях, войска, расположенные на границе Германии и Восточной Пруссии с Польшей, уже получили приказ о начале наступления.
О заранее спланированной военной кампании против Польши говорит и тот факт, что 31 августа 1939 года Гитлер издал «Директиву № 1 о ведении войны». В ней говорилось: «Нападение на Польшу должно быть проведено в соответствии с приготовлениями, сделанными по „Белому плану“, учитывая изменения, которые произошли в результате почти полностью завершённого стратегического развёртывания сухопутных сил».

### Военные преступления
Отдельные случаи преступлений против методов ведения войны:
- Нацистская Германия захватила большое количество пленных, многие из которых были расстреляны (см. Расстрел в Чепелуве[англ.]). Поляки тоже расстреливали немецких военнопленных по обвинению в шпионаже и диверсиях (см. Берёза-Картузская (концлагерь)).
- Немецкая авиация осуществляла бомбардировки жилых кварталов в польских городах.
- Одним из спорных преступных деяний сентябрьской кампании явилась Бромбергская резня, в ходе которой польскими военными по подозрению в помощи врагу предположительно было убито около 300 жителей польского города Быдгощ (Бромберг) немецкой национальности. Точное количество погибших не известно. Немецкие войска, войдя в город, в качестве мести расстреляли несколько десятков выбранных наугад польских жителей города.

Среди преступлений вермахта — многочисленные акции против военнопленных и гражданского населения (включая еврейское), уничтожение целых населённых пунктов (особенно на территории Велькопольского воеводства).
Всего же в течение 55 дней, с 1 сентября по 26 октября 1939 года (27 октября вся власть на оккупированной территории перешла к гражданской германской администрации), вермахт совершил 311 массовых казней польских военнослужащих и гражданских лиц. Кроме того, в этот период различные германские структуры с ведома военного командования провели 764 казни, в которых погибли 24 тысячи польских граждан.

## Комментарии
1. ↑  Французский посол в Ватикане просил Папу сделать официальное заявление в поддержку Польши, но Папа отказал, опасаясь репрессий против 40 млн немецких католиков. Вместо этого Папа отправил отца Такки Вентури, своего эмиссара-иезуита, встретиться с Муссолини и призвать его сделать все возможное для сохранения мира в Европе[35].
2. ↑  В состав немецко-словацкой группировки, наносившей удар на Польшу со словацкой территории, вошли «Военные отряды националистов» под руководством полковника Романа Сушко, действовавшие в качестве вспомогательного подразделения. Согласно первоначальным планам, «Украинский легион» готовился к проведению диверсий, ведению разведывательной и пропагандистской деятельности в тылу польских войск и организации вооружённых выступлений украинских националистов на Волыни и в Восточной Малопольше, что должно было сковать часть польской армии[источник не указан 416 дней].
3. ↑  Благодаря общей неразберихе, вызванной нападением на Польшу, из Брестской тюрьмы сумел сбежать Степан Бандера и ещё ряд видных деятелей ОУН, осуждённых в межвоенный период за террористическую деятельность против польских властей[источник не указан 416 дней].
4. ↑  В соответствии с планом «Пекин» дивизион эсминцев польских ВМС (в составе кораблей «Гром», «Молния» и «Буря» был отправлен в Англию ещё до начала войны. К 1 сентября 1939 года на Балтике оставались только две подводные лодки — «Орёл» (сумевший уйти из Таллина после интернирования) и «Волк». Остальные крупные надводные суда — эсминец «Ветер» и минный заградитель «Гриф» затонули после воздушных налётов люфтваффе в первые дни сентября. Тральщики «Чайка» и «Крачка» принимали участие в боях до второй половины сентября. И, наконец, три оставшиеся подлодки «Стервятник», «Рысь» и «Лесной кот» после окончания боёв были интернированы в Швеции[источник не указан 416 дней].

1. ↑  Налёты на Варшаву осуществлялись с аэродромов в Восточной Пруссии{{подст:АИ}}
2. ↑  В декабре 1939 года (нем. ) Mordkommission официально признала наличие 103 немцев, погибших 3 сентября. В немецких СМИ было объявлено о 5 тысячах убитых в городе{{подст:АИ}}.